# Gambia
Gambia (en inglés: The Gambia), oficialmente la República de Gambia, es una nación de África occidental. Se encuentra rodeada en su totalidad por Senegal, excepto en la desembocadura del río Gambia en el océano Atlántico. Su capital es Banjul, aunque la mayor ciudad del país es Serekunda. El país está situado en la ribera del río Gambia, que le da nombre al país, y que discurre por el centro de éste con desembocadura en el océano Atlántico. El país es el más pequeño de África continental y el sexto más pequeño de África con 10 689 km² de superficie y una población estimada de 2,8 millones de personas.
Gambia comparte con el resto de las naciones de África Occidental un pasado asociado al mercado de esclavos, que fue el factor clave para el emplazamiento y mantenimiento de una colonia en el río Gambia, primero mantenida por portugueses y más tarde por el Imperio británico. El 18 de febrero de 1965 Gambia logró su independencia del Reino Unido, y el 24 de abril de 1970 se convirtió en una república  dentro de la Mancomunidad de Naciones. Desde su independencia y durante tres décadas, Gambia fue dirigida de una u otra forma por Dawda Jawara, bajo un Gobierno democrático de partido dominante hasta que Jawara fue derrocado por un golpe militar en 1994. Tras el golpe, asumió la presidencia Yahya Jammeh, quien gobernaría autoritariamente el país hasta ser desbancado del poder tras su sorpresiva derrota electoral y la posterior intervención militar de la CEDEAO luego de que se negara a renunciar al Gobierno. Tras la intervención, en enero de 2017, el ganador de las elecciones, Adama Barrow, asumió la presidencia.
Es un país con unas tierras muy fértiles que han convertido la agricultura en uno de los elementos clave de su economía, junto con la pesca y el turismo.[cita requerida] Gambia, con un bajo índice de desarrollo humano de 0,500, se ubica en el puesto 174 de 191 países (datos de 2021).

## Historia
Gambia formó parte del Imperio de Ghana así como del Imperio songhai. Los primeros testimonios escritos que se tienen de la región provienen de unos textos de comerciantes árabes del siglo IX y X, cuando los comerciantes árabes crearon la ruta transahariana para comerciar con esclavos, oro y marfil. En el siglo XV los portugueses heredaron este comercio y establecieron rutas marítimas para comerciar con el Imperio de Malí, al cual pertenecía la zona en la época.

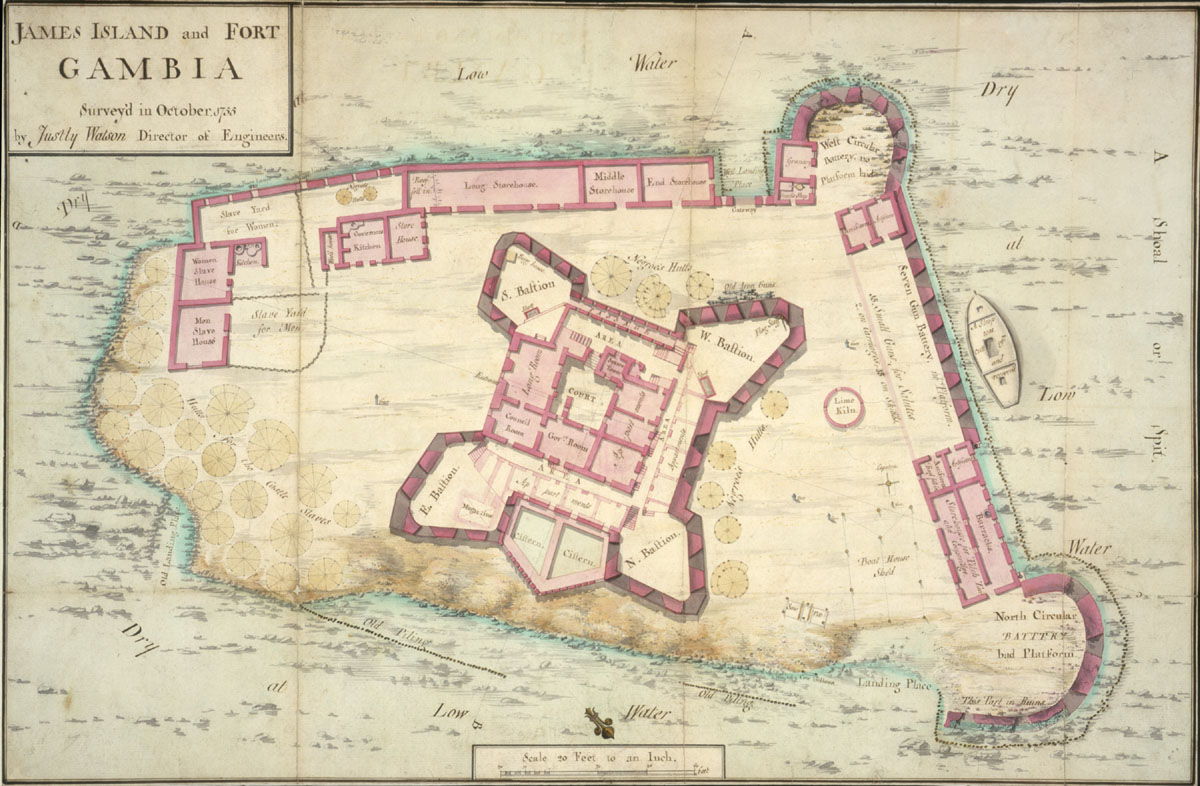
Plano del Fuerte de Gambia en la Isla James.

En 1588, el pretendiente al trono portugués vendió a los ingleses la exclusividad del comercio en el río Gambia, lo que fue confirmado por las Cartas Patente de la reina Isabel I. En 1618, el rey Jacobo I de Inglaterra concedió a una compañía británica la exclusividad del comercio con el río Gambia y la Costa de Oro británica (actualmente Ghana).
Entre 1651 y 1661, Gambia fue una colonia del Ducado de Curlandia que estaba gobernado por la Mancomunidad polaco-lituana—aunque con una población de mayoría letona—, por lo que a su vez, fue vasallo feudal de la Confederación Polaco-Lituana. Fueron los letones de aquel ducado los primeros en establecerse en la Isla James, denominada en la época Isla Andrew hasta su conquista británica en 1661.

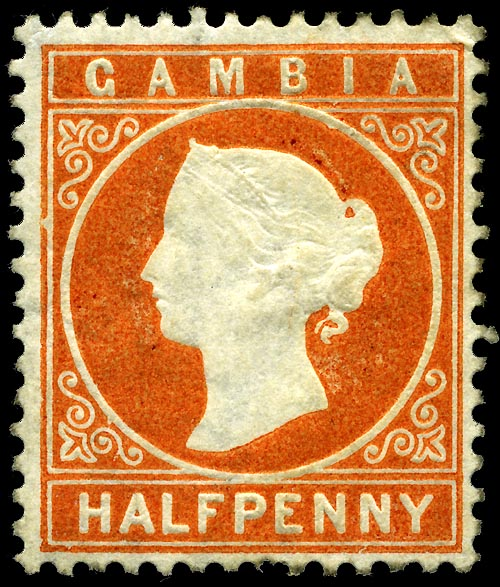
Sello de 1880.

Durante los siglos XVII y XVIII Inglaterra e Francia lucharon por la supremacía en la región de Senegal y del río Gambia. El Tratado de Versalles de 1783 otorgó al Reino Unido la posesión del río Gambia salvo el enclave de Albreda, que se mantuvo bajo soberanía francesa y fue cedido a Inglaterra en 1857.
Casi 3 millones de esclavos fueron enviados desde esta región a las colonias en América. En 1807 se abolió el comercio de esclavos en el Imperio Británico, por lo que los británicos intentaron terminar con el comercio de esclavos en Gambia. Para ello, crearon el puesto militar de Bathurst (hoy Banjul) en 1816. Durante los años siguientes, Banjul estuvo sometida a la jurisdicción del gobernador general británico en Sierra Leona. En 1888 Gambia se convirtió en una colonia autónoma y un año más tarde pasó a ser una colonia real.
El país se independizó del Reino Unido en 1965. En 1970, Dawda Jawara se convirtió en el primer presidente del nuevo Estado y fue reelegido en 1972 y 1977. Después de la independencia, Gambia mejoró su desarrollo económico gracias al alza en los precios de su principal materia de exportación, el cacahuete, y al desarrollo del turismo internacional. En febrero de 1982, junto con Senegal, Gambia formó la Confederación de Senegambia, la cual fue disuelta por Senegal el 30 de diciembre de 1989 cuando Gambia rehusó avanzar más en la unión federal.
El presidente Jawara fue derrocado el 22 de julio de 1994 en un golpe de Estado incruento, encabezado por el joven teniente Yahya Jammeh, de veintinueve años. Después que los golpistas capturaron posiciones clave en la capital, Jawara partió al exilio con su familia vía marítima sin intentar defender su mandato, abordando el USS La Moure County, que había atracado el día anterior. Esa tarde el barco zarpó de Banjul y atracó en Dakar, donde Jawara desembarcó. 
Derrocado el gobierno de Jawara, los golpistas formaron una junta militar de gobierno que designó a Yahya Jammeh como presidente interino, quien asumió el cargo y estableció una dictadura.
Jammeh fue elegido Presidente de Gambia en 1996, reelegido en 2001 y derogó la ley que prohibía la existencia de partidos opositores.
Gambia fue un miembro de la Commonwealth desde su independencia hasta octubre de 2013, cuando el presidente Jammeh anunció que el país se retiraba de la organización. El 11 de diciembre de 2015 Jammeh declaró la República del Gambia como una república islámica, y adoptó el nombre oficial de República Islámica de Gambia.
En diciembre de 2016, al optar por su quinta reelección y tras gobernar autoritariamente por 22 años, Jammeh perdió las elecciones frente al candidato de la oposición Adama Barrow.
El 29 de enero de 2017 el nuevo presidente Adama Barrow anunció que el nombre del país volvería a ser República del Gambia. El 14 de febrero de 2017, Gambia comenzó el proceso de retorno a su membresía en la Commonwealth, presentando formalmente su aplicación para reintegrarse a la secretaria general Patricia Scotland el 22 de enero de 2018.

## Gobierno y política

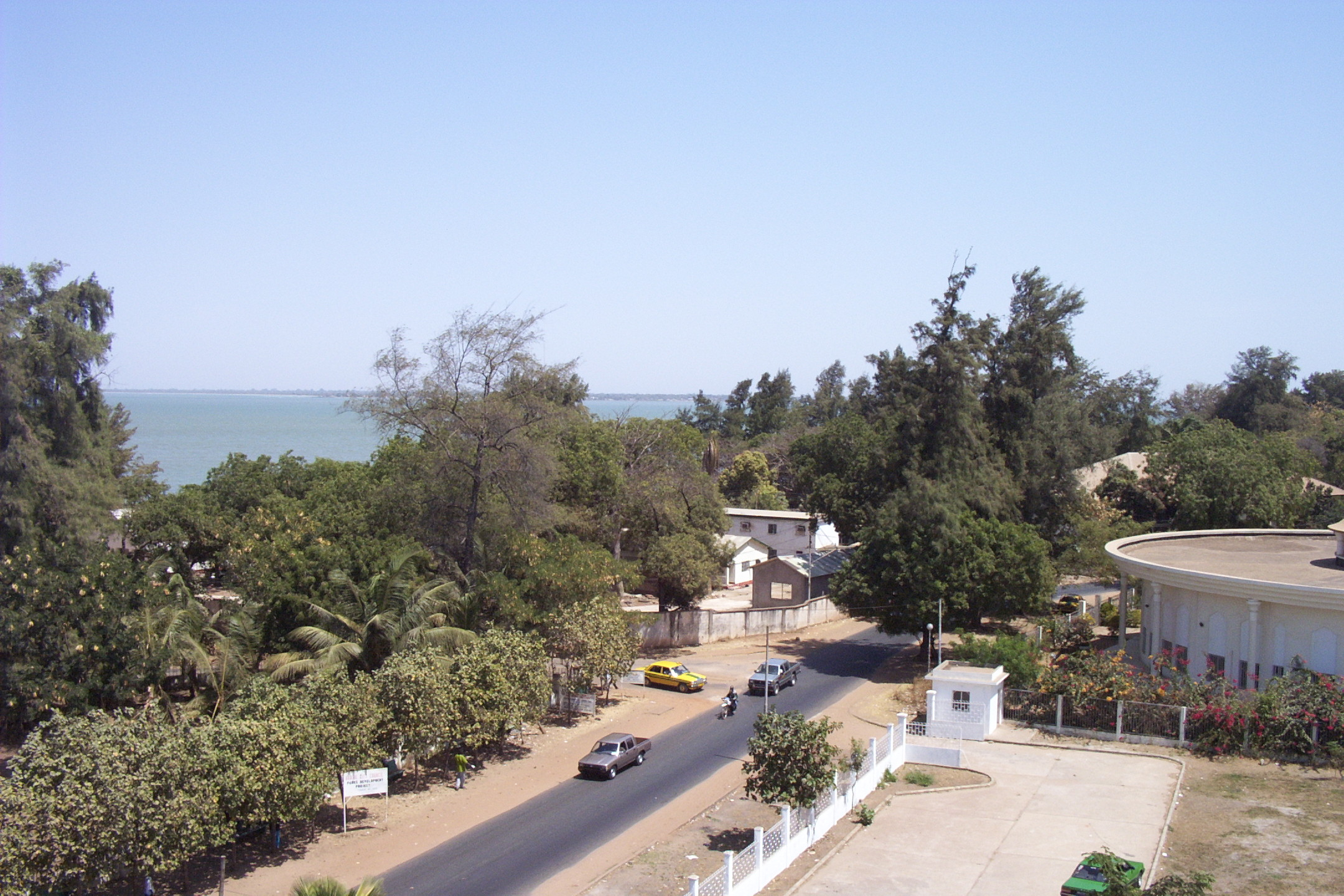
Marina Parade y la Asamblea de Gambia.

La vigente Constitución de Gambia fue aprobada, tras referéndum, el 16 de enero de 1997, después de que un golpe de Estado en 1994 disolviese el Parlamento y derogase la Constitución de 1970.
Gambia es formalmente una república presidencialista democrática. El presidente de la república es elegido por sufragio universal para un período de cinco años. El poder legislativo reside en la Asamblea Nacional, compuesta por cincuenta y tres miembros, de los que 48 son elegidos por sufragio universal y cinco por el presidente de la República. El principal partido político es la Alianza para la Reorientación y Construcción Patriótica, que tras las elecciones parlamentarias de 2007 tiene 42 de los 53 escaños.
El poder ejecutivo está dividido entre el jefe del Estado y el presidente del Gobierno, nombrado por la Asamblea entre una terna seleccionada por el presidente de la República. En el nombramiento de los gobernantes se utiliza el sistema de cooptación, donde el presidente elige la terna, de acuerdo con los "alineamientos filosóficos de la nación". El poder judicial se articula en torno al Tribunal Supremo, que se organiza administrativamente según el modelo francés.

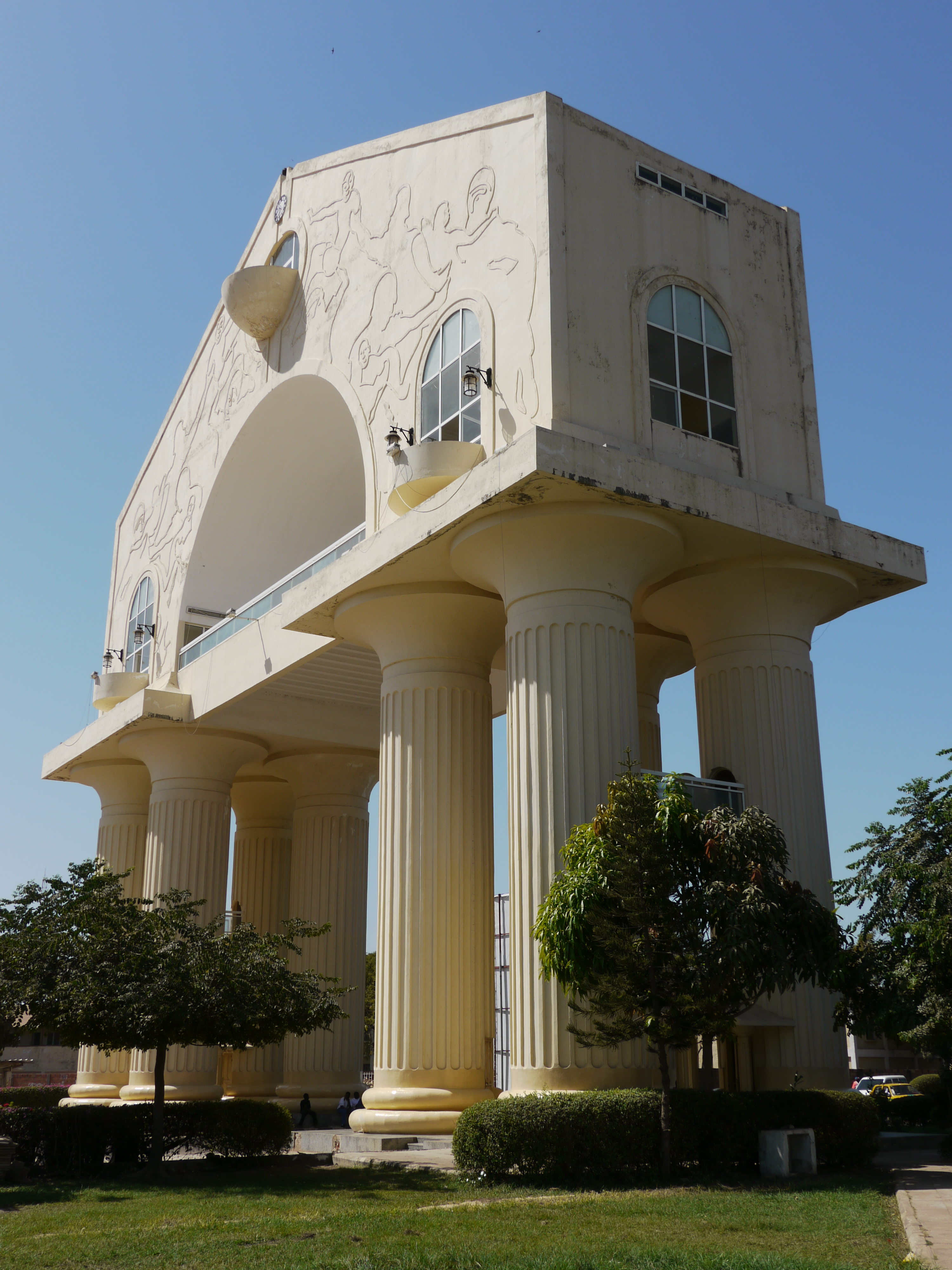
Arco 22 Monumento en Banjul la capital de Gambia

### Poder Ejecutivo
El Presidente es el jefe de Estado y, al mismo tiempo, jefe de Gobierno y Comandante en jefe de las Fuerzas Armadas.No ha habido primer ministro desde 1970. El jefe de Estado es elegido directamente por el pueblo cada cinco años.En 2002, el entonces presidente Yahya Jammeh aprobó una enmienda constitucional que permite al presidente ser reelegido indefinidamente. Se celebraron elecciones presidenciales en septiembre de 2006, noviembre de 2011 y diciembre de 2016.En las elecciones presidenciales del 1 de diciembre de 2016, el aspirante Adama Barrow, del Partido Nacional del Pueblo, se impuso sorprendentemente al veterano Yahya Jammeh, que fue expulsado tras 22 años en el cargo. Durante la campaña electoral se produjeron numerosas detenciones y encarcelamientos, e incluso amenazas de muerte por parte del presidente en funciones hacia la oposición. Tras reconocer inicialmente su derrota, Jammeh se retractó una semana después y anunció que se celebrarían nuevas elecciones debido a supuestas irregularidades en los comicios.La comunidad internacional (Unión Africana, Naciones Unidas, Estados Unidos) condenaron este comportamiento y pidieron a Jammeh que dimitiera. Desde mediados de diciembre de 2016, el país vecino Senegal, así como Nigeria y otros países de la Comunidad Económica de África Occidental CEDEAO intentaron en negociaciones convencer a Yahya Jammeh de un traspaso ordenado del poder a Adama Barrow. 

Estas negociaciones no tuvieron éxito y la CEDEAO amenazó entonces con una intervención militar. Jammeh calificó esta medida de "declaración de guerra". Tras el fin de su presidencia regular, las tropas senegalesas entraron en Gambia el 19 de enero de 2017 para forzar el traspaso de poder. Antes, el Consejo de Seguridad de Naciones Unidas había aprobado una resolución sobre la intervención de la Comunidad Económica de Estados de África Occidental (CEDEAO) en Gambia. Ese mismo día, Adama Barrow prestó juramento como nuevo presidente en la embajada gambiana en el vecino Senegal. Tras expirar el ultimátum, los países vecinos lanzaron un último intento de negociar con Jammeh el 20 de enero; finalmente, Jammeh se rindió, dimitió como presidente de Gambia y se exilió en Guinea. Barrow regresó de su exilio en Senegal, se hizo cargo de los asuntos de gobierno y presentó su gabinete el 1 de febrero. Para el segundo cargo más importante de vicepresidente, Adama Barrow nombró a Fatoumata Tambajang. Sin embargo, no cumplía el requisito constitucional para la edad. Halifa Sallah actuó como portavoz del nuevo presidente Barrow desde 2017.

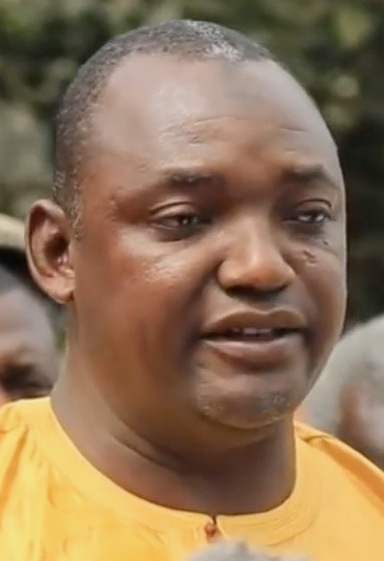
El actual presidente Adama Barrow.

### Gabinete
El Gabinete de Gambia se encarga de asesorar al Presidente de Gambia y de desempeñar otras funciones previstas por la ley. Está compuesto por el presidente, el vicepresidente, al que hasta la fecha han representado todos los Primeros Ministros y Presidentes, y los Secretarios de Estado. Es responsable de regular el procedimiento de sus propias reuniones y rinde cuentas de sus actos ante la Asamblea Nacional, según los artículos 74 y 75 de la Constitución de Gambia.
El actual Gabinete de Gambia es el Gabinete de Adama Barrow, dirigido por el presidente Adama Barrow.
Según el artículo 71 (2) de la Constitución de Gambia, una persona no puede ser ministro del Gabinete de Gambia si es miembro de la Asamblea Nacional o posee la ciudadanía de cualquier otro país. Además, el Fiscal General debe haber sido miembro del colegio de abogados de Gambia durante al menos cinco años antes de su nombramiento.
Los ministros del gabinete son nombrados directamente por el presidente de Gambia y deben prestar juramento antes de asumir las funciones de su cargo. El cargo de ministro del gabinete queda vacante tras la toma de posesión de un nuevo Presidente, por la revocación de su nombramiento por el presidente en ejercicio, por su dimisión o por su fallecimiento. La sección 71 (5) también establece que si la Asamblea Nacional vota una moción de censura contra un ministro del gabinete, el presidente también revocará su nombramiento.

### Poder Legislativo

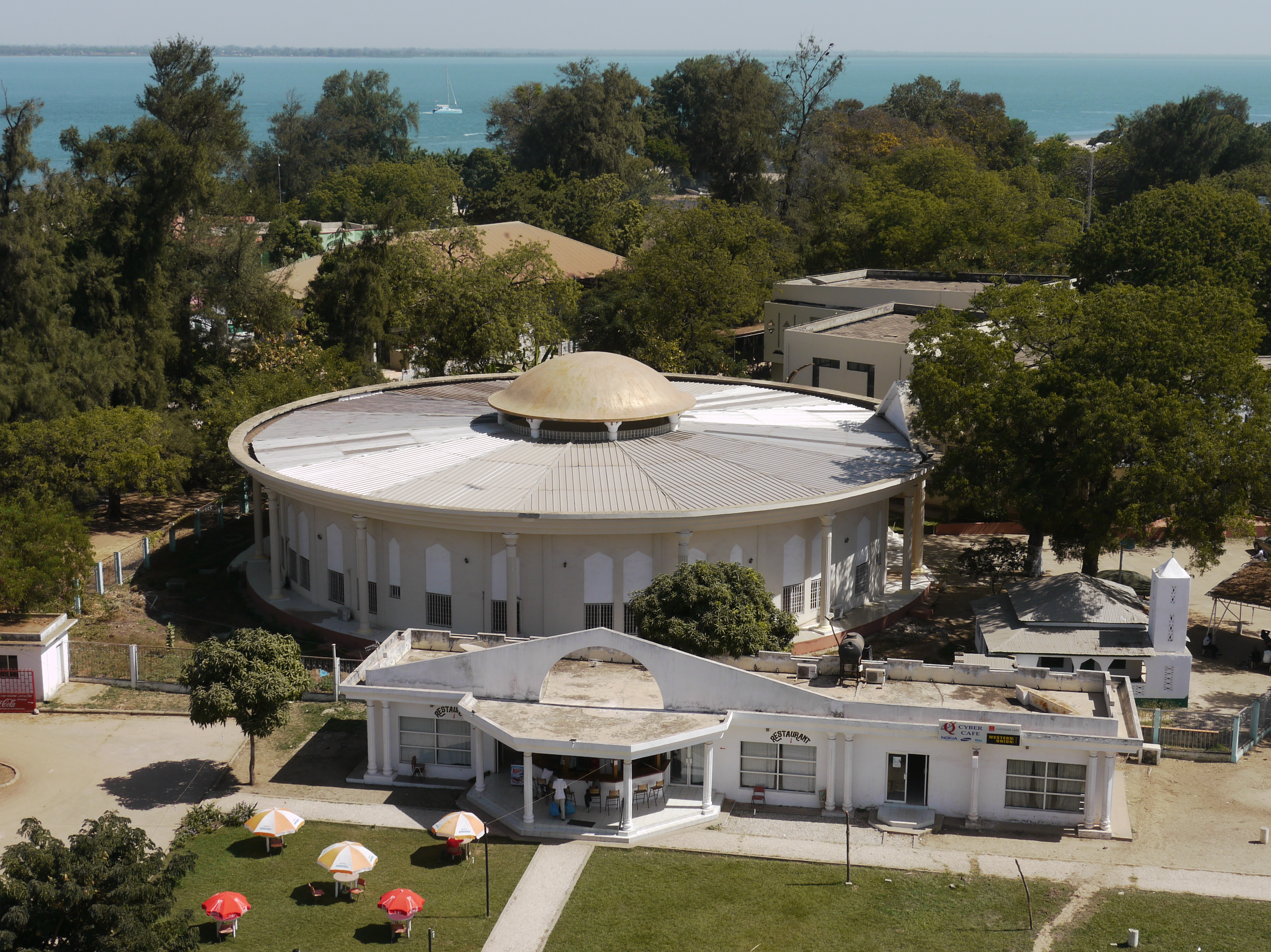
Corte Suprema de Gambia

El Parlamento de Gambia es la Asamblea Nacional. Consta de 53 miembros, 48 de los cuales son elegidos por votación popular directa. Cinco miembros son nombrados por el presidente. Todo gambiano mayor de 18 años que se haya inscrito previamente para votar tiene derecho a hacerlo. En el pasado, las elecciones se han celebrado libremente y sin presiones, sin críticas de la oposición ni de observadores extranjeros.
Gambia ha estado dominada durante mucho tiempo por un solo partido. Tan recientemente como en las elecciones parlamentarias de 2012, el partido del presidente Jammeh, la Alianza para la Reorientación y la Construcción Patrióticas, se erigió como la fuerza más fuerte. Los partidos de la oposición no ganaron mucha influencia. Una excepción fueron las elecciones de 2005, cuando cinco partidos de la oposición, prácticamente toda la oposición del país, formaron una coalición llamada Alianza Nacional para la Democracia y el Desarrollo (NADD). En las elecciones parlamentarias de 2017, el partido anteriormente dominante perdió casi todos los escaños, mientras que el partido del recién elegido presidente en funciones Barrow, el Partido Democrático Unido, obtuvo la mayoría absoluta con 31 de los 48 escaños.

### Relaciones exteriores
Gambia siguió una política formal de no alineación durante la mayor parte del mandato del expresidente Jawara. Mantuvo estrechas relaciones con el Reino Unido, Senegal y otros países africanos. El golpe de Estado de julio de 1994 tensó la relación de Gambia con las potencias occidentales, especialmente con Estados Unidos, que hasta 2002 suspendió la mayor parte de la ayuda no humanitaria de acuerdo con la Sección 508 de la Ley de Ayuda Exterior. Después de 1995, el presidente Jammeh estableció relaciones diplomáticas con varios países más, entre ellos Libia (suspendida en 2010) y Cuba. La República Popular China cortó los lazos con Gambia en 1995 -después de que ésta estableciera vínculos diplomáticos con Taiwán- y los restableció en 2016.

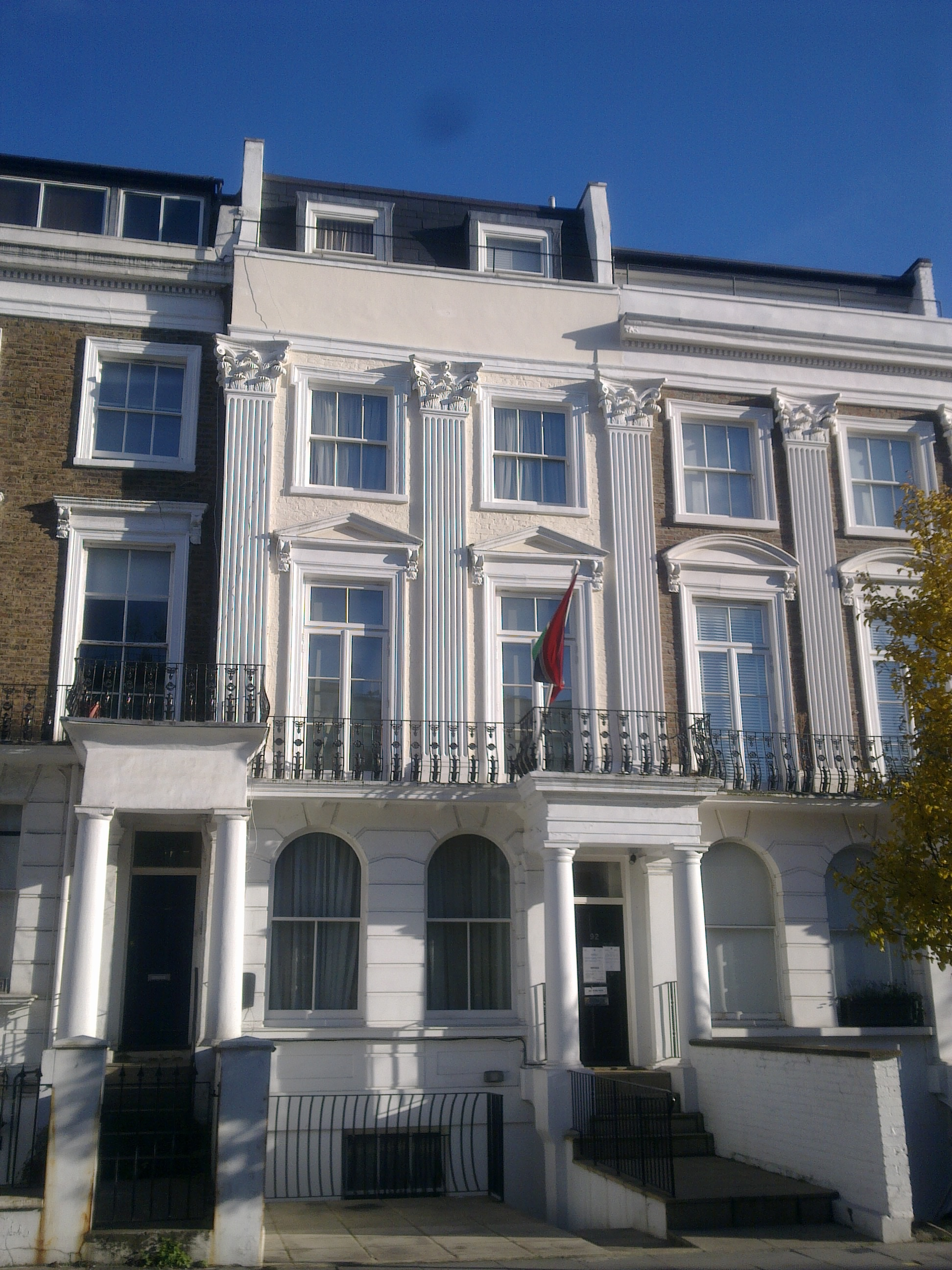
Embajada de Gambia en Londres, Reino Unido

Gambia desempeña un papel activo en los asuntos internacionales, especialmente en los de África Occidental y el Islam, aunque su representación en el extranjero es limitada. Como miembro de la Comunidad Económica de Estados de África Occidental (CEDEAO), Gambia ha desempeñado un papel activo en los esfuerzos de esta organización para resolver las guerras civiles de Liberia y Sierra Leona y ha contribuido con tropas al grupo de supervisión del alto el fuego de la comunidad (ECOMOG) en 1990 y (ECOMIL) en 2003. En noviembre de 2019, Gambia presentó una demanda contra Myanmar en La Haya, acusando a sus militares de genocidio contra la comunidad étnica rohingya de Birmania.
Gambia también ha intentado mediar en disputas en la cercana Guinea-Bissau y en la vecina región de Casamance, en Senegal. El gobierno de Gambia creía que Senegal era cómplice del fallido intento de golpe de Estado de marzo de 2006. Esto tensó cada vez más las relaciones entre Gambia y su vecino. El posterior empeoramiento de la situación de los derechos humanos tensó cada vez más las relaciones entre Estados Unidos y Gambia.
Gambia se retiró de la Mancomunidad de Naciones el 3 de octubre de 2013, y el Gobierno declaró que había "decidido que Gambia nunca será miembro de ninguna institución neocolonial y nunca será parte de ninguna institución que represente una extensión del colonialismo". Con el nuevo presidente, Gambia ha iniciado el proceso de retorno a su estatus de república de la Commonwealth con el apoyo del gobierno británico, presentando formalmente su solicitud de reincorporación a la Commonwealth de Naciones a la secretaria general Patricia Scotland el 22 de enero de 2018.
Gambia recuperó su estatus de república de la Commonwealth el 8 de febrero de 2018.

### Derechos humanos
En materia de derechos humanos, respecto a la pertenencia a los siete organismos de la Carta Internacional de Derechos Humanos, que incluyen al Comité de Derechos Humanos (HRC), Gambia ha firmado o ratificado:
| Gambia | Tratados internacionales | Tratados internacionales | Tratados internacionales | Tratados internacionales | Tratados internacionales | Tratados internacionales | Tratados internacionales | Tratados internacionales | Tratados internacionales | Tratados internacionales | Tratados internacionales | Tratados internacionales | Tratados internacionales | Tratados internacionales | Tratados internacionales | Tratados internacionales | Tratados internacionales | Tratados internacionales |
| --- | --- | ------------------------ | --- | --- | ------------------------ | ------------------------ | ------------------------ | ------------------------ | ------------------------ | ------------------------ | ------------------------ | ------------------------ | ------------------------ | ------------------------ | ------------------------ | ------------------------ | ------------------------ | ------------------------ |
| Gambia | CESCR | CESCR                    | CCPR | CCPR | CCPR                     | CERD                     | CED                      | CEDAW                    | CEDAW                    | CAT                      | CAT                      | CRC                      | CRC                      | CRC                      | CRC                      | MWC                      | CRPD                     | CRPD                     |
| Gambia | CESCR | CESCR-OP                 | CCPR | CCPR-OP1 | CCPR-OP2-DP              | CERD                     | CED                      | CEDAW                    | CEDAW-OP                 | CAT                      | CAT-OP                   | CRC                      | CRC-OP-AC                | CRC-OP-SC                | CRC-OP-CP                | MWC                      | CRPD                     | CRPD-OP                  |
| Pertenencia | Gambia ha reconocido la competencia de recibir y procesar comunicaciones individuales por parte de los órganos competentes. | Sin información.         | Gambia ha reconocido la competencia de recibir y procesar comunicaciones individuales por parte de los órganos competentes. | Gambia ha reconocido la competencia de recibir y procesar comunicaciones individuales por parte de los órganos competentes. | Sin información.         | Sin información.         | Sin información.         | Sin información.         | Sin información.         | Sin información.         | Sin información.         | Sin información.         | Sin información.         | Sin información.         | Sin información.         | Sin información.         | Sin información.         | Sin información.         |
| Firmado y ratificado, firmado, pero no ratificado, ni firmado ni ratificado, sin información, ha accedido a firmar y ratificar el órgano en cuestión, pero también reconoce la competencia de recibir y procesar comunicaciones individuales por parte de los órganos competentes. | |                          | | |                          |                          |                          |                          |                          |                          |                          |                          |                          |                          |                          |                          |                          |                          |

Jammeh ha sido acusado de restringir la libertad de prensa en el país. Promulgó una serie de leyes restrictivas en la materia y, posteriormente, en diciembre de 2004, se produjo el asesinato aún no resuelto de un reportero, Deyda Hydara, que había sido muy crítico con dichas leyes. Jammeh, sin embargo, ha negado cualquier conexión de los agentes de seguridad con el asesinato del reportero.
En 2008, Jammeh anunció que su gobierno legislaría leyes contra homosexuales «más estrictas que las de Irán», y que decapitaría a los homosexuales y lesbianas descubiertos en Gambia. Jammeh dio un ultimátum a los homosexuales y lesbianas de Gambia para que abandonasen el país.
Amnistía Internacional informa que han sido liberadas mil personas tras ser detenidas acusadas de brujería. Algunas fueron obligadas a beber brebajes alucinógenos y hubo dos casos de muerte por fallo renal, así como mujeres violadas.

El 24 de noviembre de 2015 el presidente Jammeh anunció la prohibición de la mutilación genital femenina, con lo que Gambia se convirtió en el vigésimo primer país del continente africano en prohibir esta práctica que atenta contra los derechos humanos. Se estima que en este país tres de cada cuatro mujeres han sufrido la escisión sexual. Jammeh declaró que la decisión ha sido motivada por la ausencia de justificación religiosa de esta práctica en el islam y anunció que se aplicarían sanciones a quienes la practicaran.

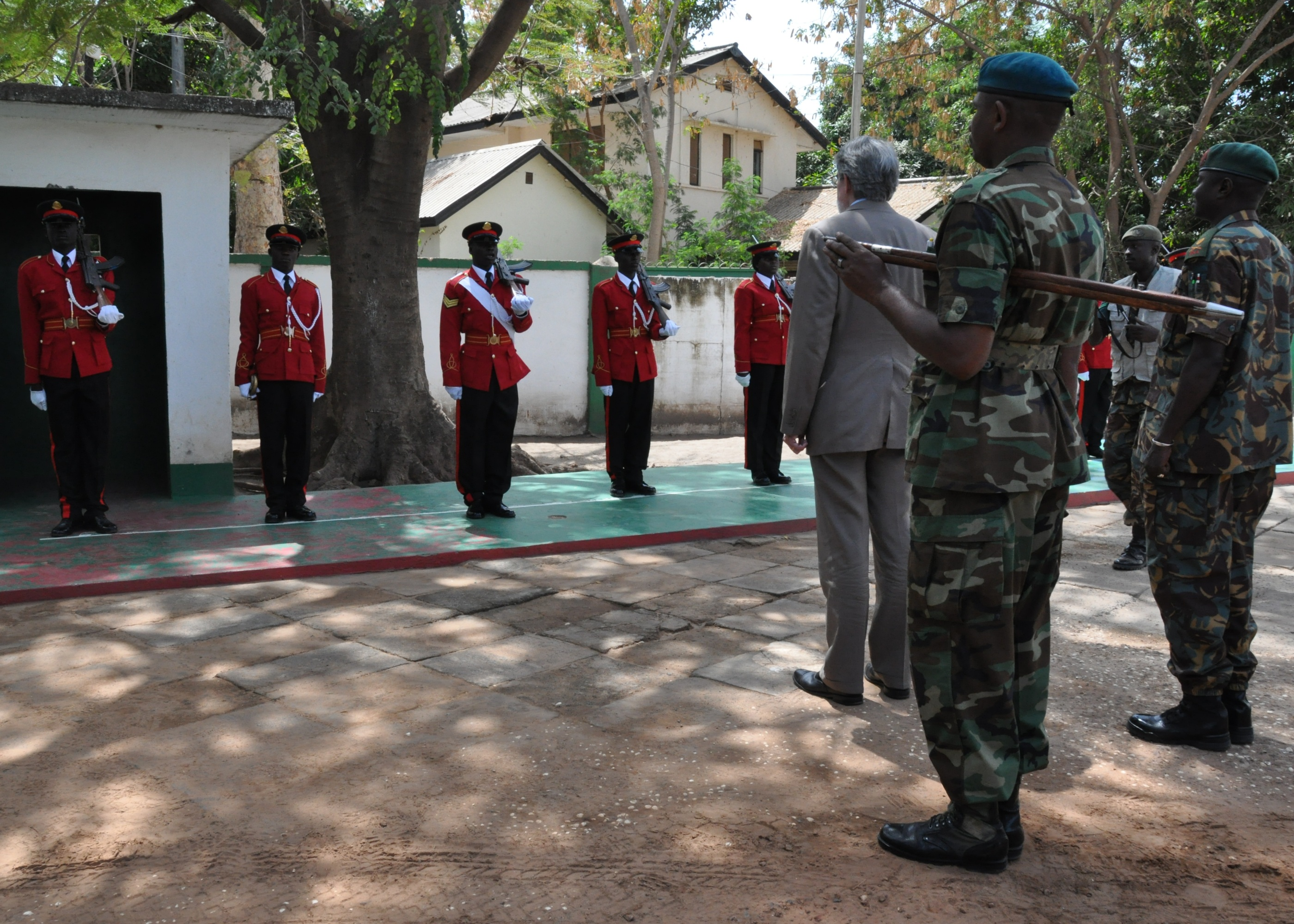
Tropas del Ministerio de Defensa de Gambia en un acto oficial recibiendo una delegación extranjera

### Defensa
Las Fuerzas Armadas de Gambia (FAG) se crearon en 1985 como estipulación de la Confederación Senegambia, una unión política entre Gambia y Senegal. Originalmente estaba formado por el Ejército Nacional de Gambia (GNA), entrenado por los británicos, y la Gendarmería Nacional de Gambia (GNG), entrenada por los senegaleses. La GNG se fusionó con la policía en 1992, y en 1997 Jammeh creó la Armada de Gambia (GN). Los intentos de crear una Fuerza aérea de Gambia a mediados de la década de 2000 acabaron fracasando. En 2008, Jammeh creó la Guardia Nacional Republicana, compuesta por unidades de fuerzas especiales. La GNA cuenta con unos 900 efectivos, repartidos en dos batallones de infantería y una compañía de ingenieros. Utiliza carros blindados Ferret y M8 Greyhound. La GN está equipada con buques patrulleros, y Taiwán donó varios buques nuevos a la fuerza en 2013.
Desde su creación en 1985, la GAF ha participado activamente en misiones de mantenimiento de la paz de la ONU y la Unión Africana. Ha sido clasificada como contribuyente de mantenimiento de la paz de nivel 2 y el Centro de Cooperación Internacional la describió como líder regional en el mantenimiento de la paz. Envió soldados a Liberia como parte del ECOMOG de 1990 a 1991, durante el cual murieron dos soldados gambianos. Desde entonces, ha aportado tropas a ECOMIL, UNMIL y UNAMID. 

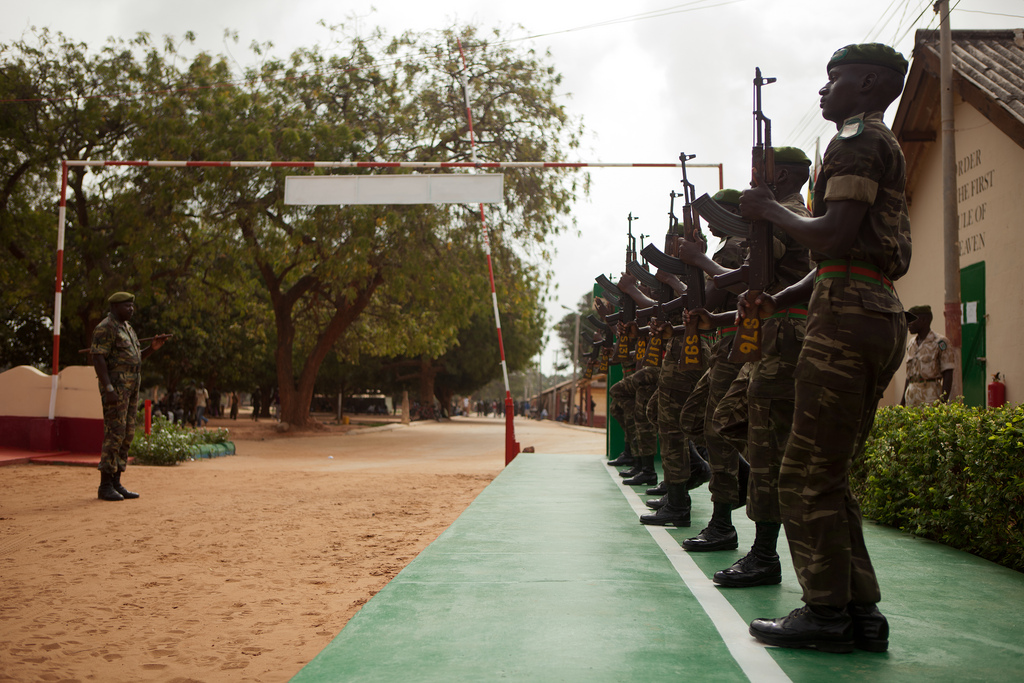
Soldados gambianos durante un entrenamiento

La responsabilidad del ejército ha recaído directamente en el presidente desde que Jammeh se hizo con el poder al frente de un golpe militar incruento en 1994. Jammeh también creó la figura del Jefe del Estado Mayor de la Defensa, que es el militar de mayor rango responsable de las operaciones cotidianas de las Fuerzas Armadas de Gambia. Entre 1958 y 1985, Gambia no tuvo ejército, pero la Fuerza de Campo de Gambia existía como ala paramilitar de la policía. La tradición militar de Gambia se remonta al Regimiento de Gambia del Ejército Británico, que existió de 1901 a 1958 y luchó en la Primera y la Segunda Guerra Mundial. En 2017, Gambia firmó el tratado de la ONU sobre la Prohibición de las Armas Nucleares.
Las Fuerzas Armadas de Gambia son y han sido receptoras de varios acuerdos de equipamiento y formación con otros países. En 1992, un contingente de soldados nigerianos ayudó a dirigir la GNA. Entre 1991 y 2005, las fuerzas armadas turcas ayudaron a entrenar a soldados gambianos. También ha acogido a equipos de entrenamiento británicos y estadounidenses del Royal Gibraltar Regiment y del US AFRICOM.

## Organización territorial
Divisiones administrativas: 5 divisiones y 1 ciudad:
- Río Inferior (Lower River)
- Río Central (Central River)
- Ribera Norte (North Bank)
- Río Superior (Upper River)
- Occidental (Western)
- Banjul

## Geografía

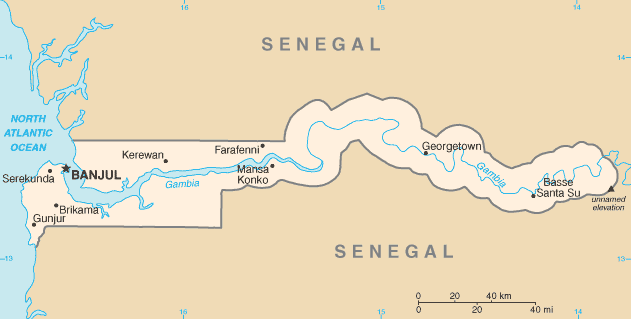
Mapa de Gambia.

Gambia se encuentra situada en la costa atlántica de África y se halla totalmente rodeada por territorio de Senegal. Se caracteriza por ser un país muy llano, cuya altitud no sobrepasa los 300 metros sobre el nivel del mar. El país está atravesado de este a oeste por el río Gambia, el cual da nombre al país. Este río es el eje del país y lo divide en dos partes bien diferenciadas, la que se extiende al norte y la del sur.
La anchura máxima del país no llega a los 50 kilómetros. Su área total es 11 300 km². Unos 1 180 km² de la superficie de Gambia están cubiertos de agua. Gambia es el país más pequeño del continente africano (si no se considera a otros estados insulares), y es algo menor que la isla de Jamaica o la mitad del tamaño de Israel. El borde occidental del país está ocupado por las orillas del océano Atlántico, que se extienden en una longitud de más de 80 kilómetros de costa.

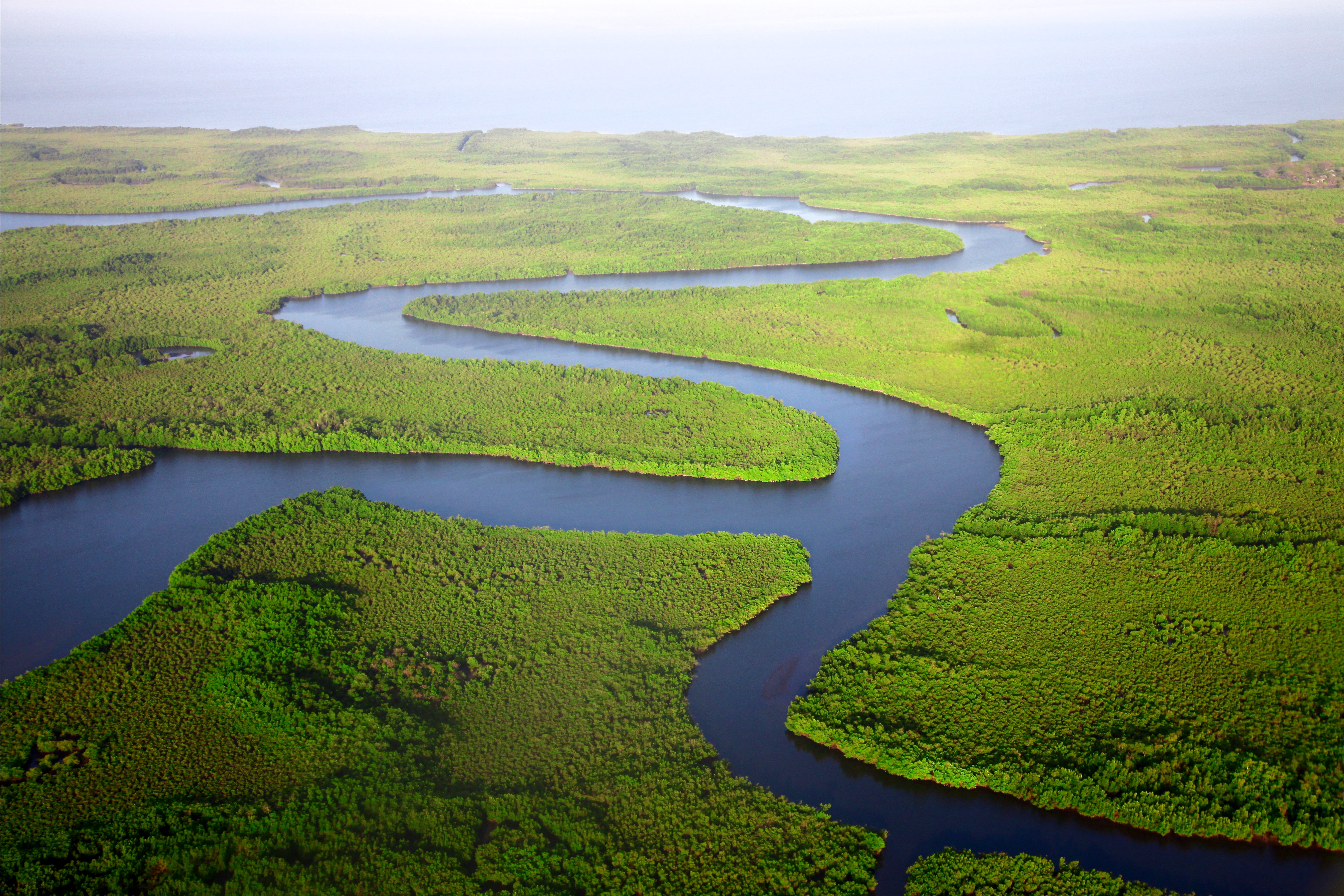
Manglares alrededor del Río Gambia

Las fronteras actuales se definieron en 1889 en un acuerdo entre Reino Unido y Francia. Durante las negociaciones entre franceses y británicos en París, los franceses inicialmente concedieron a los británicos la soberanía de 200 kilómetros del río Gambia. No fue hasta 1891 cuando empezó el trabajo de cartografiar y delimitar la frontera de la zona, trabajos que terminarían quince años después cuando París ratificó las fronteras definitivas. El resultado consistió en dar a Reino Unido el control del río, más diez kilómetros de la ribera.

### Clima
Gambia tiene un clima tropical. La estación cálida y lluviosa suele durar desde junio hasta noviembre, pero desde entonces hasta mayo predominan las temperaturas más frescas, con menos precipitaciones. El clima de Gambia se asemeja mucho al del vecino Senegal, al del sur de Malí y al de la parte norte de Benín.
Las tormentas de viento son fenómenos comunes en Gambia, sobre todo al principio y al hacia el final de la estación lluviosa. En general, las tormentas de viento causan la mayoría de los en las zonas rurales. A medida que degradación de los bosques y el cambio de uso del suelo paisaje, las tormentas de viento podrían aún más graves, con la consiguiente pérdida de vidas y propiedades.

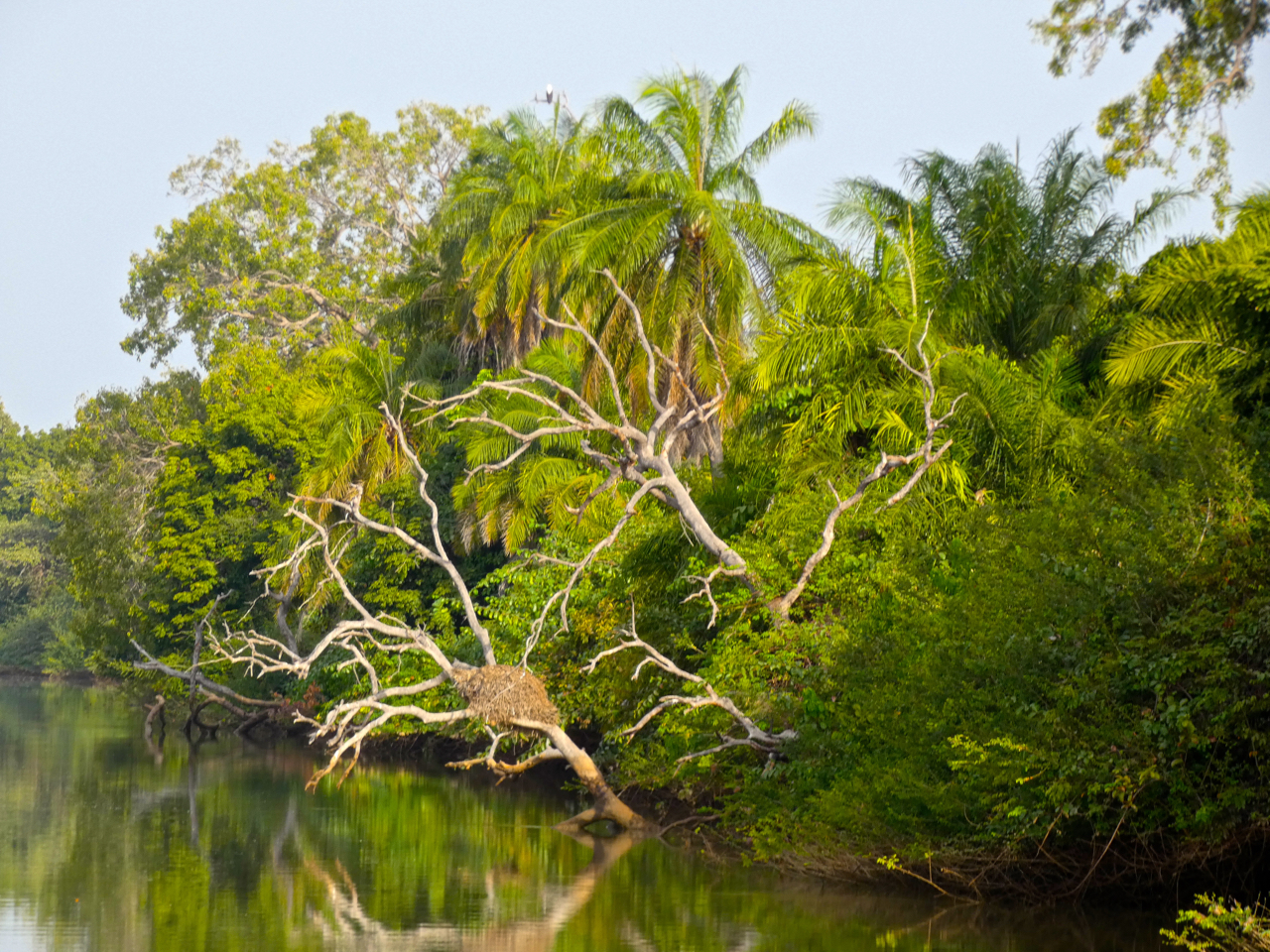
Vegetación común en Gambia

Las inundaciones y la escorrentía de aguas pluviales son más comunes en las zonas urbanas. Los sistemas de aguas pluviales y la falta de las normas de zonificación del uso del suelo han aumentado la frecuencia y gravedad de las inundaciones en zonas urbanas y la consiguiente pérdida de vidas humanas y los daños materiales que causan. Aunque las inundaciones estacionales catastróficas son poco frecuentes en Gambia, existe el riesgo de que se produzcan. A medida que los fenómenos meteorológicos se multiplican también aumentan las probabilidades de situaciones catastróficas como las de Pakistán (2010); Ghana, Benín y Burkina Faso (2010); y Queensland, Australia (2011).
Dado que Gambia tiene aproximadamente el 30% de su superficie a una altitud igual o inferior a 10 m sobre el nivel del mar, tales inundaciones serían cataclísmicas de consecuencias inimaginables.

El aumento del nivel del mar y la erosión costera presentan graves desafíos a largo plazo para el desarrollo de Gambia. Hay consenso en que el cambio climático podría provocar una subida de hasta 1 m del nivel del mar. Gambia es un país de baja altitud y una subida de 1 m del nivel del mar podría inundar más del 8% de la superficie terrestre del país. Esto incluye más del 61% de los manglares actuales, el 33% de los pantanos y más del 20% de las actuales arrozales de tierras bajas. La inundación podría ahogar más del 50% de la capital, Banjul (haciéndola prácticamente inhabitable) y las ciudades de Barra, Jangjabureh y Kuntaur, junto con el puerto de Banjul, todas las terminales de transbordadores y los puertos a lo largo del río Gambia. El aumento del nivel del mar podría salinizar los acuíferos costeros poco profundos, la principal fuente de agua potable para las zonas urbanas de Gambia. Los impactos de la subida del nivel del mar se verían agravados por erosión costera a lo largo de los 80 km de costa, con efectos potencialmente negativos en la industria del turismo, fundamental para la economía de Gambia.

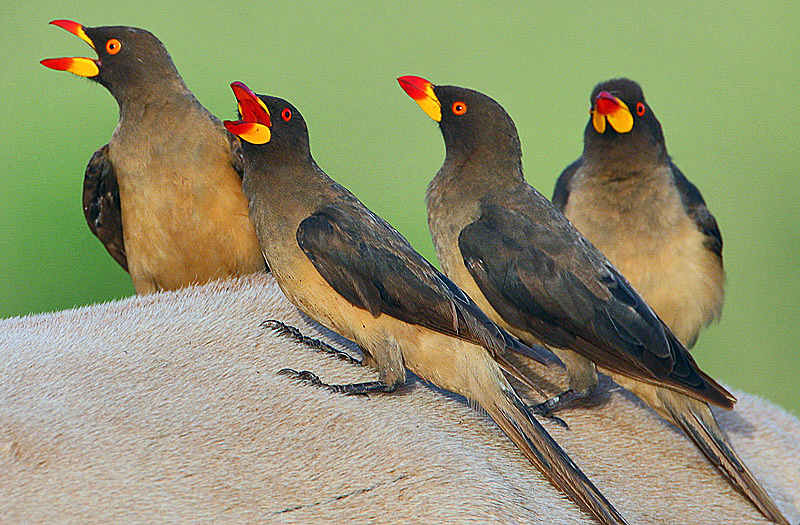
Aves Buphagus africanus en Gambia

### Fauna
La caza mayor, tanto de elefantes, leones o jirafas, fue promovida por los gobernantes coloniales y los cazadores furtivos en el siglo XIX y a principios del XX. Sin embargo, Gambia, con su extensa sabana y sus humedales, sigue siendo el hábitat de un gran número de especies animales.
Unas 108 especies de mamíferos, así como diversas especies de pequeños antílopes, por ejemplo las sitatungas o el bushbuck, son autóctonas. Los primates son comunes, incluidos los babuinos de Guinea y los monos vervet, pero también los monos mudos de Temminck y los monos hussar. Los últimos chimpancés del país han sido reubicados con éxito en una reserva natural.
El país es famoso por la gran diversidad de su colorida avifauna. En la bibliografía se describen más de 540 especies de aves, un tercio de las cuales son migratorias.

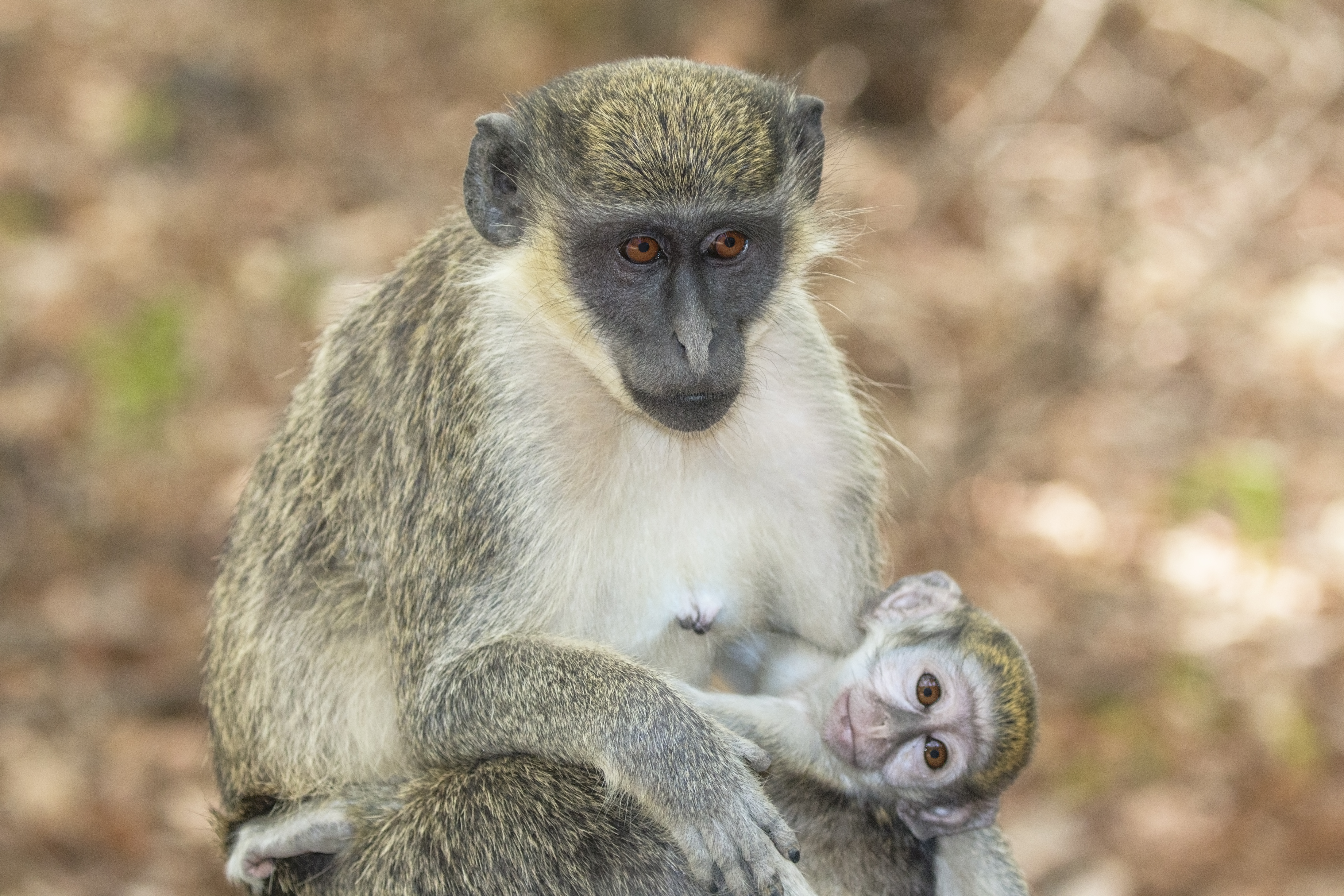
Mono gris (Chlorocebus sabaeus) con su cría en Gambia

El Gambia fue considerado en su día el río con más cocodrilos de África; en la actualidad, apenas se ven cocodrilos en libertad, como el cocodrilo del Nilo y el cocodrilo de tronco. Entre los lagartos también se encuentra el monitor del Nilo, que puede llegar a medir hasta dos metros. Raros pero más peligrosos son los hipopótamos, de los que todavía viven unos 100 por encima de la isla de los elefantes.
El litoral protegido es una popular zona de desove y cría de diversos peces. Se pueden ver delfines en el estuario.

### Flora
La posición geográfica del país, combinada con los extensos humedales, garantiza un gran número de especies vegetales diversas. En Gambia se conocen unas 530 especies vegetales diferentes. El norte del vecino Senegal se encuentra en la zona del Sahel, mientras que más al sur, en África Occidental, le sigue la selva tropical (zona de Guinea). La zona de transición, en la que también se encuentra Gambia, se denomina zona de Sudán. La sabana húmeda es el tipo de vegetación predominante, con una vegetación más dispersa al norte de Gambia.

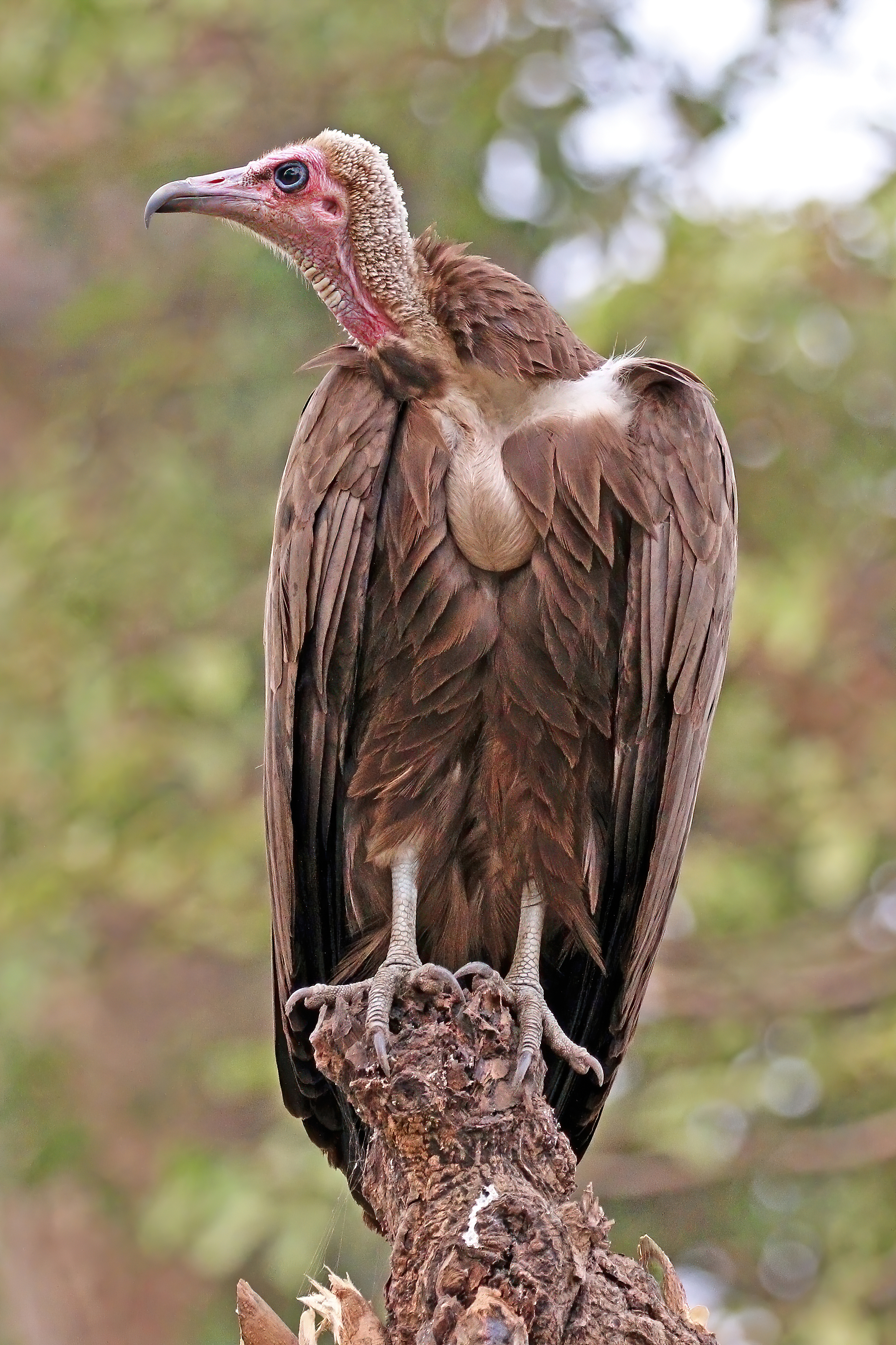
Un alimoche sombrío (Necrosyrtes monachus) de Gambia

Según la Encuesta sobre el Uso del Suelo de 1998, alrededor del 45% de la superficie del país estaba cubierta por diferentes tipos de bosque. Sin embargo, la proporción de bosque cerrado ("bosque denso", con dosel cerrado) era sólo algo inferior al 9% de la superficie del país, mientras que cerca de tres cuartas partes de la superficie forestal se clasificaba como "sabana forestal". 
Otro 32% de la superficie del país se designaba como parque, sabana arbustiva abierta, que en su mayor parte se labra estacionalmente. Normalmente, cuando los bosques se convierten en tierras agrícolas, se dejan en los campos árboles individuales de determinadas especies arbóreas; en concreto, sobre todo los que tienen valor como proveedores de frutas (por ejemplo, "mango de arbusto" (Cordyla pinnata), baobab), productos medicinales (por ejemplo, "caoba de África Occidental") y otros productos. (por ejemplo, la "caoba de África Occidental" Khaya senegalensis), alimento para el ganado (follaje verde durante la estación seca, por ejemplo, el árbol ana (Faidherbia albida)) o fibras técnicas (por ejemplo, la corteza del baobab para la fabricación de cuerdas).

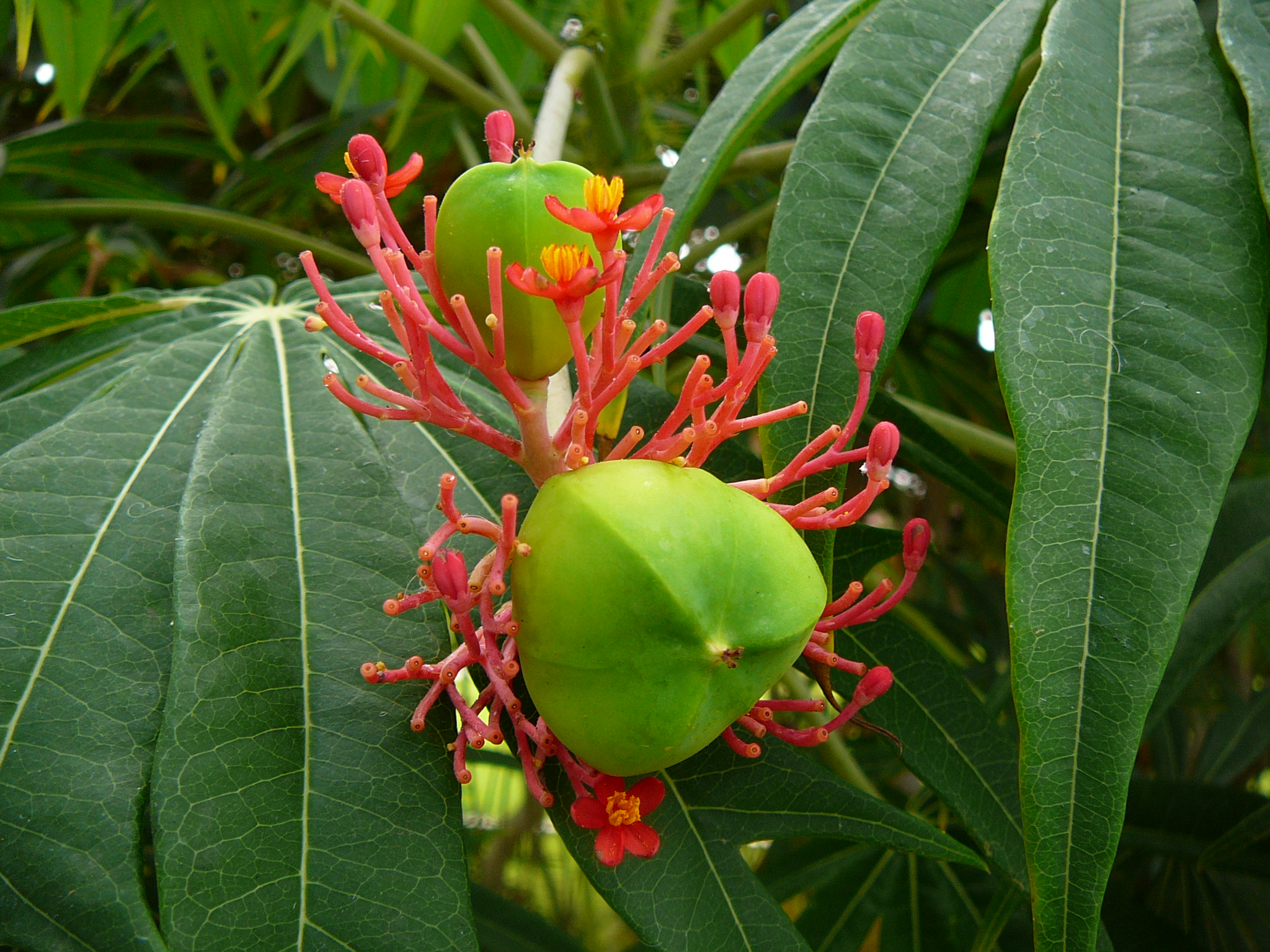
Flor de Coral o Jatropha multifida en Gambia

La sabana forestal puede dividirse a grandes rasgos en una variante en suelos más profundos, mejores y con mayores precipitaciones (especialmente en la región de la costa oeste y la mitad occidental de la región del Bajo Río) y otra variante que es más probable encontrar en las mesetas menos profundas y con menores precipitaciones del este del país. Las especies arbóreas más comunes son Khaya senegalensis, Cordyla pinnata, Daniellia oliveri, Pterocarpus erinaceus y Prosopis africana. En las mesetas más secas, también están presentes el árbol de lana de seda roja y Afzelia africana. En los mejores lugares del oeste, sin embargo, son más comunes Anogeissus leiocarpa, Néré (Parkia biglobosa) y Sterculia setigera. En una amplia zona, la sabana forestal ha estado degradada durante décadas por los incendios forestales, el sobrepastoreo y el uso excesivo, y su composición de especies se ha visto fuertemente alterada. En lugar de la diversidad de especies originales, predominan plantas pioneras robustas como Terminalia macroptera y varias especies de Combretum.

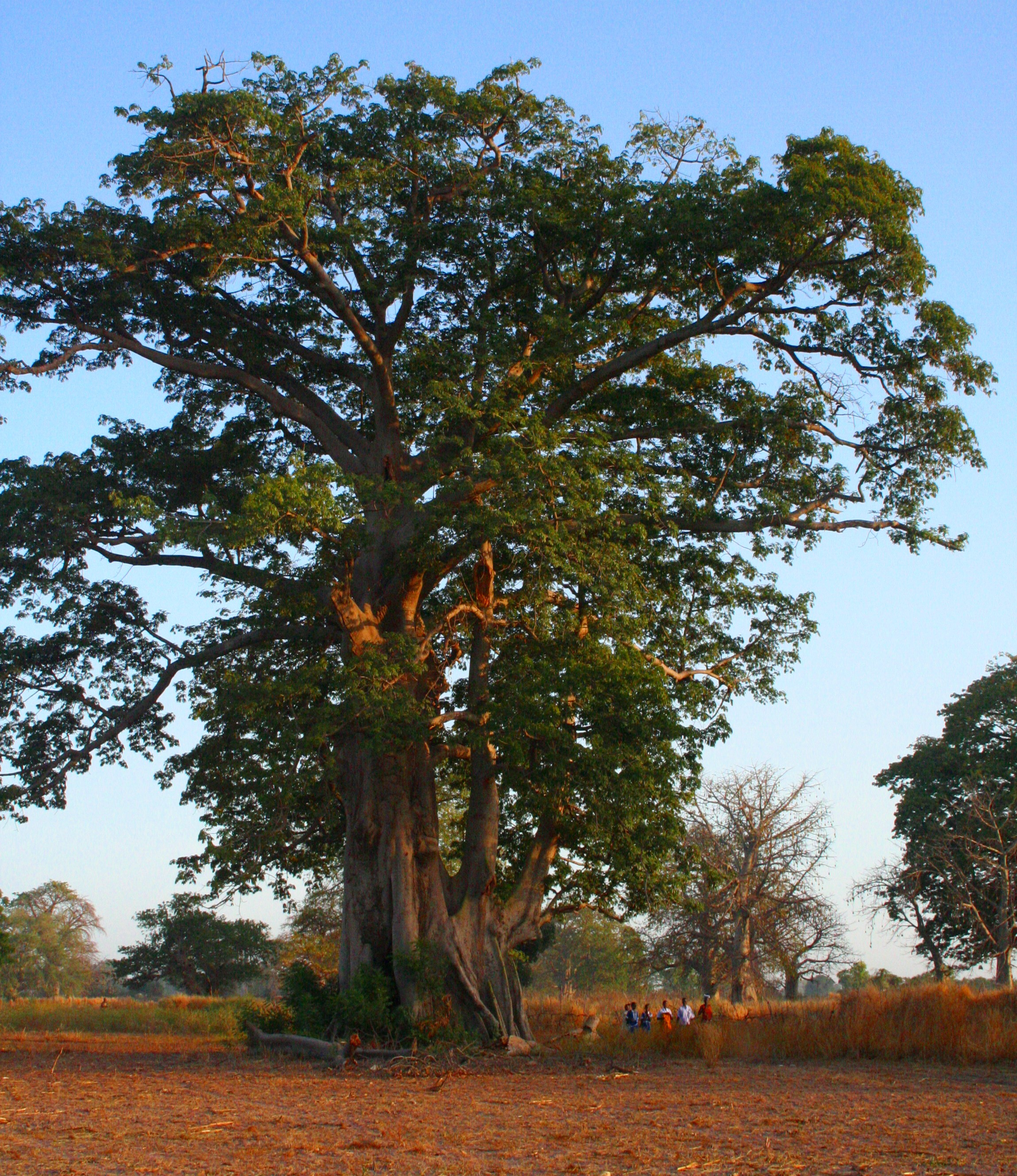
Baobabs (Adansonia) árboles grandes y robustos que se pueden encontrar en Gambia

En una distancia de unos 200 kilómetros tierra adentro desde la desembocadura, se pueden encontrar bosques de manglares densamente entrelazados a lo largo de las orillas del Gambia hasta donde llega la influencia del agua salada, la llamada zona de agua salobre. Más arriba, así como en algunos de los afluentes de agua dulce, en su mayoría cortos, algunos de los cuales sólo llevan agua en la estación lluviosa, pueden encontrarse restos de bosque de galería perennifolio en los bordes de las aguas corrientes. Además de la mayoría de las especies arbóreas mencionadas para la sabana forestal, crecen aquí el ébano, el Erythrophleum guineense, la Milicia regia, así como la palmyrapalm etíope (Borassus aethiopum) y numerosas lianas. Ejemplos típicos de bosque de galería se conservan en la Reserva natural de Abuko y cerca del pueblo de Pirang en un pequeño parque forestal estatal.
A lo largo del océano Atlántico, se extiende una franja de bosque costero (Coastal Woodland) antes de que la costa fuera construida principalmente por infraestructuras turísticas, que se caracteriza especialmente por rodales cerrados de Palmyrapalme etíope. Además, es frecuente encontrar allí Allophyllus africanus, Malacantha alnifolia con su característico tronco no circular y el arbusto espinoso Fagara zanthoxyloides. En Bijilo se encuentra un remanente bien conservado y protegido del típico bosque costero.
Algunas especies arbóreas no autóctonas de Gambia se plantan a mayor escala. En concreto, se han establecido plantaciones de Gmelina arborea, originaria del Sudeste Asiático, por ejemplo en el Parque Forestal de Nymbai, en la región de la costa oeste, donde se ha desarrollado una pequeña industria de aserrado. Esta especie arbórea de rápido crecimiento también ha funcionado bien para plantar en cortafuegos y para marcar las diferentes propiedades en la sabana forestal, razón por la cual la Gmelina plantada en hileras puede verse de forma bastante llamativa a lo largo de carreteras y caminos. Otras especies arbóreas que no son nativas de África Occidental pero que se plantan regularmente en Gambia por motivos forestales o agrícolas son la teca (Tectona grandis), el mango (Mangifera indica), el neem (Azadirachta indica) y el eucalipto.

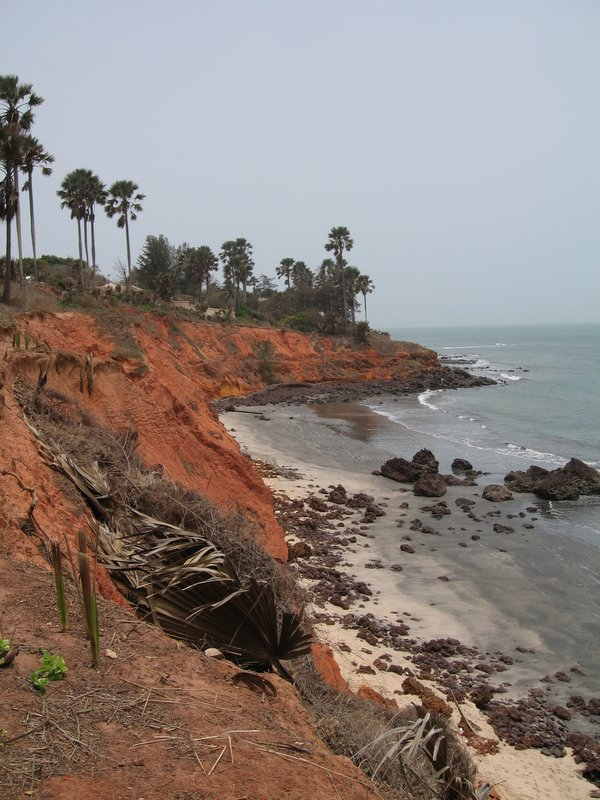
Costa moldeada por la erosión en Gambia

### Geología
Los orígenes geológicos de Gambia se sitúan en las edades terciaria y cuaternaria de la Tierra, por lo que el suelo es relativamente joven. Gambia forma parte de la Meseta Continental Terciaria, que cubre el 53% de la superficie terrestre, con depósitos aluviales cuaternarios a lo largo del río homónimo, Gambia. La intrusión sedimentaria marina y terrestre ocasional y la formación de arenisca caracterizan la geología del país. Los depósitos de hierro se formaron durante las estaciones lluviosa y seca del Pleistoceno.
Las formaciones rocosas del Terciario comprenden los estratos del Oligoceno, Mioceno y Plioceno y forman parte de la Placa Africana. Estos estratos están formados por arena, arenisca, limo, arcilla y caolín. La edad de los estratos se estima entre 2,5 millones de años para el Oligoceno y 33 millones de años para el Plioceno.
Las formaciones rocosas del Cuaternario son muy recientes en la era geológica y tienen menos de 1,6 millones de años. Este grupo consta de seis formaciones rocosas de dos épocas, el Holoceno y el Pleistoceno. Los estratos del Holoceno tienen menos de 8000 años, mientras que los del Pleistoceno, algo más antiguos, se estiman en unos 1,6 millones de años. Los estratos geológicos a lo largo del río de la época del Holoceno son principalmente depósitos aluviales de arena gruesa y limo, en la zona costera de arenisca y limo. En el este de Gambia, las formaciones rocosas cuaternarias alejadas del río consisten en piedra ferruginosa y guijarros.

### Hidrografía
Gambia está situada en el océano Atlántico y tiene una costa de unos 80 kilómetros.

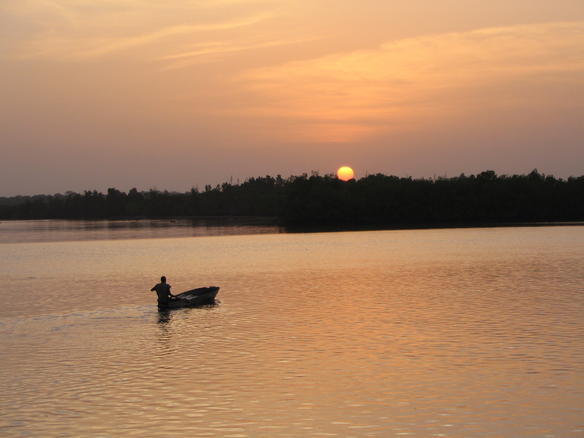
Río Bintang Bolong en Gambia

La erosión de los distintos tramos de playa durante las tormentas causa grandes problemas. Cerca de Banjul, un cementerio corre peligro de ser completamente engullido por el mar. Muchas tumbas ya han sido destruidas por el mar. Cerca de Kololi, en el centro turístico de Kololi Beach, hubo que reconstruir laboriosamente las secciones de playa del Senegambia Beach Hotel y del Kairaba Beach Hotel. Para ello se utilizó arena del fondo marino, que fue bombeada a la costa por dragas a través de tubos de acero.
Unos 1.300 km², o el 11,5% de la superficie del país, son zonas acuáticas. De ellos, el río Gambia -uno de los principales de África-, con sus afluentes, aporta la mayor parte. El Bintang Bolong es el mayor afluente. Bolong significa "agua en movimiento" o "afluente" en la lengua mandinga. Los nombres de la mayoría de los afluentes de Gambia llevan el sufijo Bolong.
También están el río Benifet y el Tanji, que desemboca en el océano Atlántico en la aldea de Tanji. El Allahein, que también desemboca en el Atlántico, es el río fronterizo con la región senegalesa meridional de Casamance a lo largo de unos diez kilómetros.

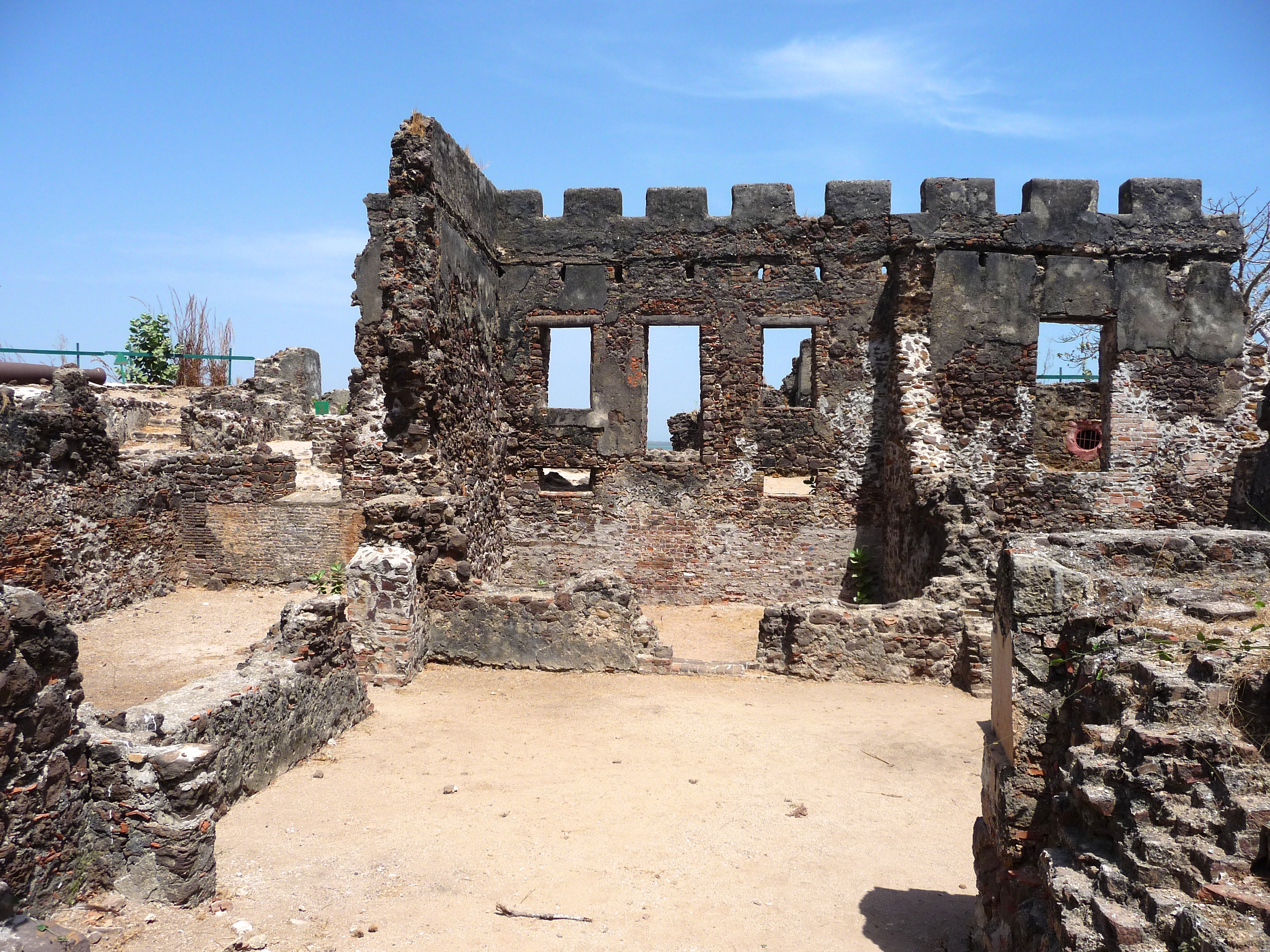
Ruinas del Fuerte James en la isla del mismo nombre en Gambia, patrimonio de la Humanidad

### Islas
Todas las islas principales del país se encuentran en el río Gambia, incluida la pequeña isla de James. Tiene una gran importancia histórica, ya que está reconocida como Patrimonio de la Humanidad junto con Fort James. El Parque Nacional del Río Gambia, de 585 hectáreas, está situado en el archipiélago de las Islas Babuino. Los chimpancés se reintrodujeron en esta reserva en 1979, tras haber permanecido anteriormente en la Reserva Natural de Abuko. En la isla de Janjanbureh se encuentra la ciudad de Janjanbureh, antes conocida como Georgetown.
En el océano Atlántico, las islas Bijol son el único pequeño grupo de islas frente a la costa de Gambia. Cerca de la ciudad costera de Tanji, es conocida y protegida como un paraíso para las aves.

### Áreas protegidas
Gambia cuenta con diversas áreas protegidas incluyendo parques nacionales y reservas naturales, gestionados por el Departamento de Parques y Gestión de la Fauna y Flora Silvestres ( Department of Parks and Wildlife Management).

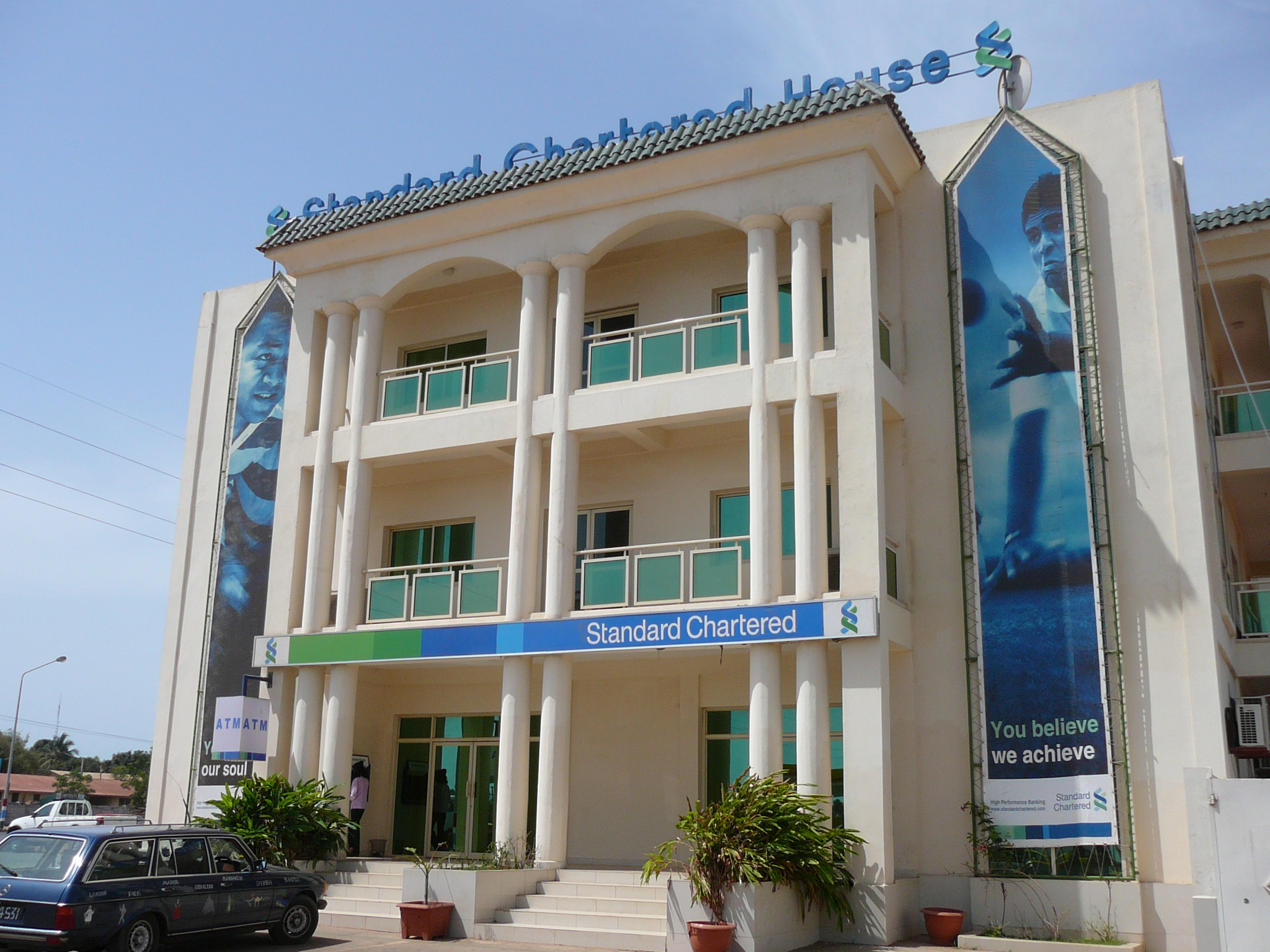
Un Banco en Gambia (Gambia Standard Chartered Bank)

| Parque / reserva                                               | Área (ha) | Creación | Notas |
| -------------------------------------------------------------- | --------- | -------- | --- |
| Reserva natural de Abuko (Abuko Nature Reserve)                | 105       | 1916     | La primera reserva natural del país.                                                                              |
| Reserva del Humedal Bao Bolong (Bao Bolong Wetland Reserve)    | 22.000    | 1996     | La primera reserva de Gambia reconocida como zona de humedales digna de protección según la Convención de Ramsar. |
| Parque nacional de Kiang Occidental (Kiang West National Park) | 11.000    | 1987     | Una de las mayores y más importantes reservas de fauna salvaje de Gambia.                                         |
| Parque nacional Niumi (Niumi National Park)                    | 4.940     | 1986     | En la costa, contigua al Parque Nacional y Reserva de la Biosfera del Delta del Saloum de Senegal.                |
| Parque nacional del Río Gambia (River Gambia National Park)    | 570       | 1978     | Una reserva de chimpancés, restringida para la mayoría de los visitantes.                                         |
| Complejo de Humedales de Tanbi (Tanbi Wetland Complex)         | 4.500     | 2001     | |
| Reserva de Aves de Tanji (Tanji Bird Reserve)                  | 612       | 1993     | |

## Economía
Gambia no posee yacimientos minerales de importancia ni otros recursos naturales. Su economía se basa en los productos agrícolas y la ganadería para consumo interno, del que depende el 75 % de la población. También es fuente de ingresos la emisión de sellos postales destinados, principalmente, al coleccionismo filatélico[cita requerida].
La industria se centra en la producción agrícola, cacahuete, anacardo, y la pesca. El turismo fue una importante fuente de ingresos hasta el 2000, donde se produjo una reducción. Su actividad depende fundamentalmente de las ayudas al desarrollo del Fondo Monetario Internacional y las de emergencia de los países desarrollados. Las expectativas futuras del Banco Mundial, tras la condonación parcial de la deuda externa en 2005, son positivas. La moneda nacional es el dalasi.

### Turismo

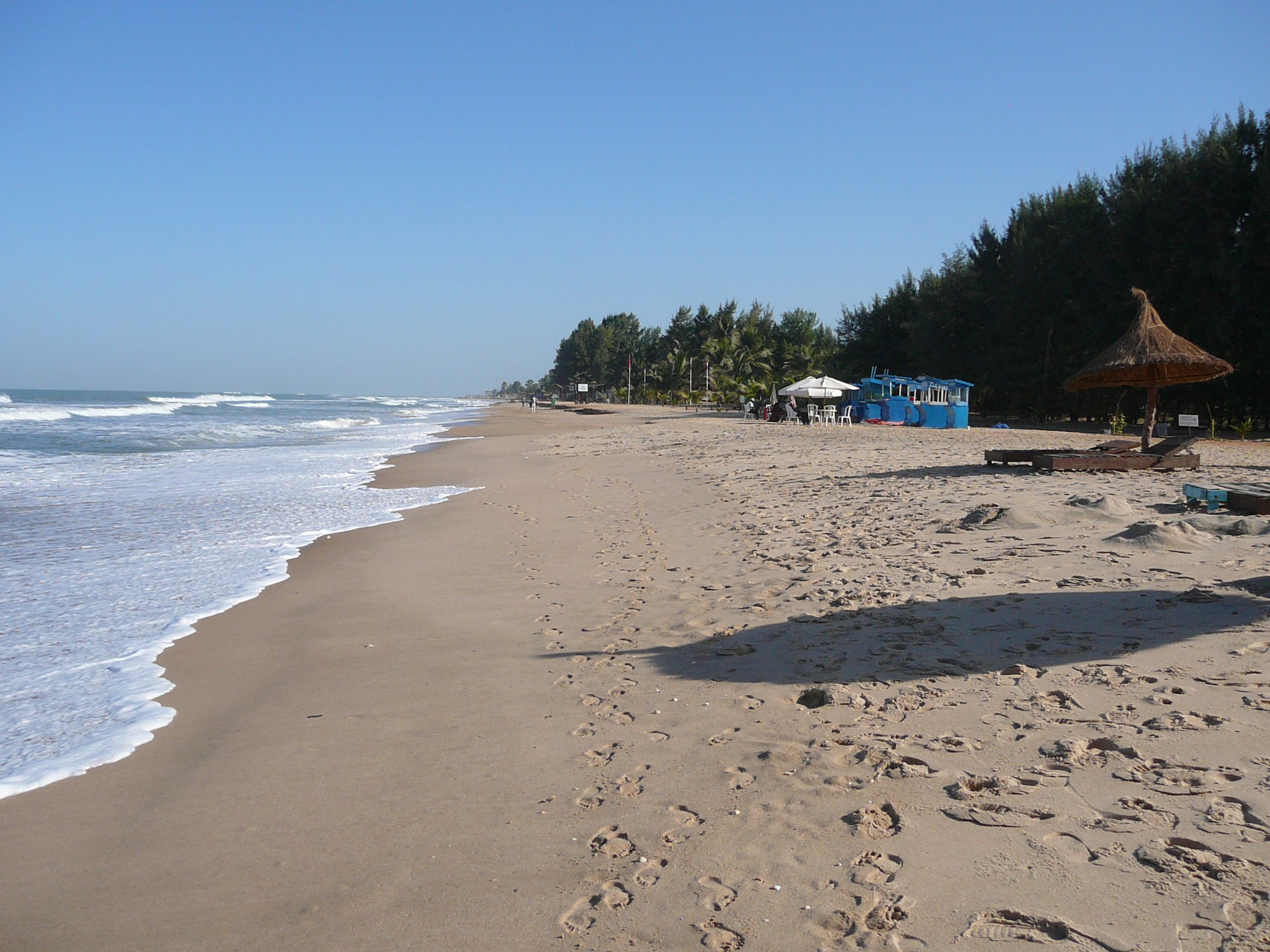
Playa Kololi, Gambia

El turismo en Gambia es el segundo contribuyente más importante al producto interior bruto, después de la agricultura, con cerca del 18%. La mayoría de los turistas visitan el país por las playas. Además, las excursiones fluviales y ornitológicas son especialmente importantes. Los interesados en la cultura también acuden a Gambia para aprender a tocar el tambor en un djembé en un curso de varios días.
A mediados de la década de 1960, una agencia de viajes de Suecia empezó a ofrecer viajes a Gambia. El número de plazas hoteleras pasó de las 52 iniciales a 4.500 en 1989. Con el aumento del turismo en los últimos 30 años, se construyó gradualmente más de la mitad de la costa desarrollada, y el gobierno de Jammeh impulsó un mayor crecimiento del turismo.
En 2014, se produjo una caída del turismo debido a la epidemia de ébola en otros países de África Occidental.
El gobierno, deseoso de diversificar la economía, reconoció en el turismo una importante fuente potencial de ingresos en divisas. Sin embargo, a pesar de su creciente popularidad como destino turístico, el desarrollo de las infraestructuras ha sido lento.
Banjul, la capital de Gambia, es una zona muy frecuentada por los turistas. La población de la ciudad es de sólo 34.828 habitantes, mientras que el área metropolitana de Banjul, que incluye la ciudad de Banjul y el Consejo Municipal de Kanifing, tiene una población de 357.238 habitantes (censo de 2003). Está situada en la isla de Santa María (isla de Banjul), donde el río Gambia se adentra en el océano Atlántico. La isla está conectada al continente por transbordadores de pasajeros y vehículos al norte y puentes al sur. Banjul se encuentra a 13° 28′ N, 16° 36′ O (13.4667, -16.60).

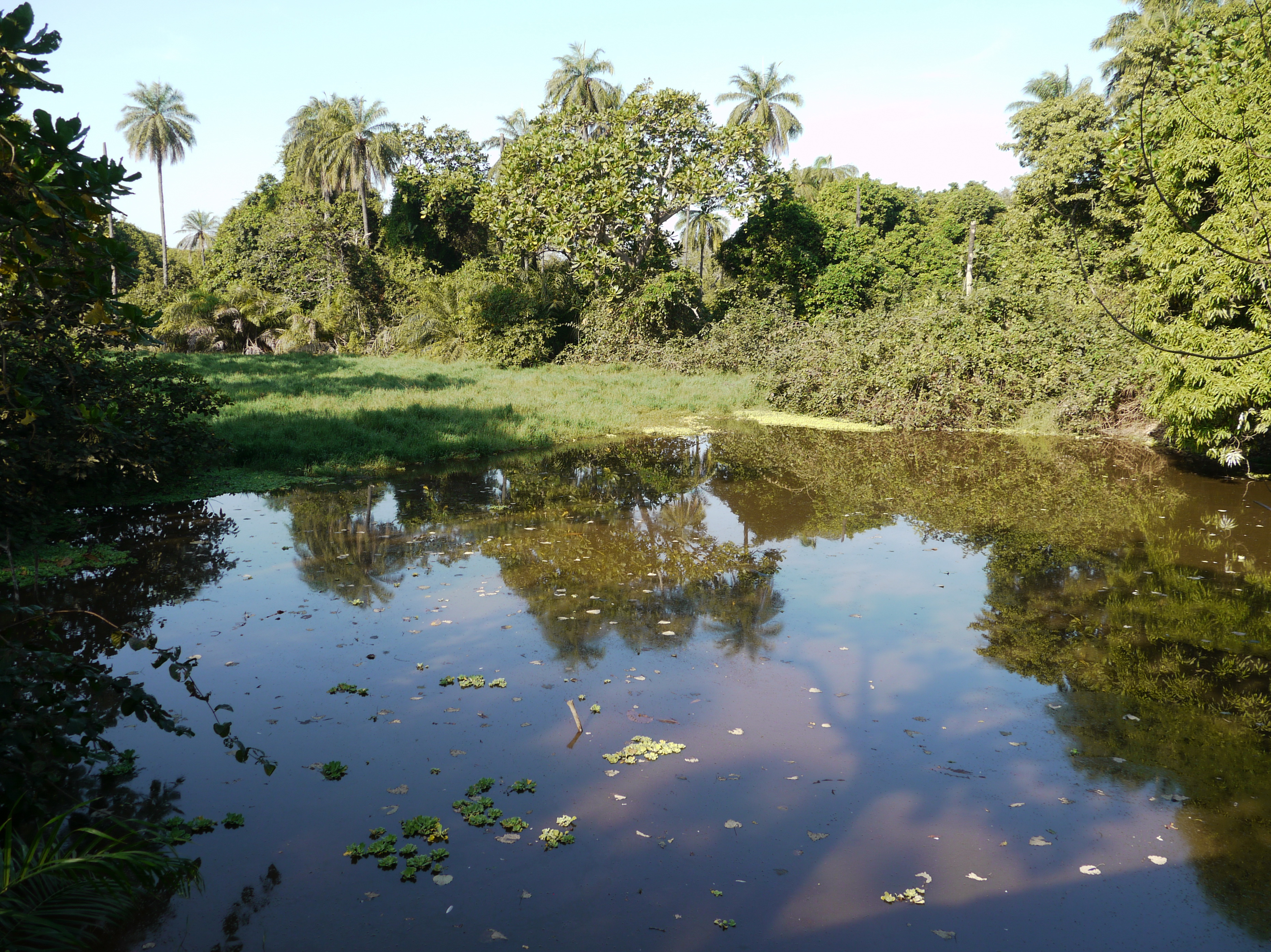
Una en Gambia

Jufureh, Juffureh o Juffure es una ciudad de Gambia muy popular entre los turistas, situada 30 km tierra adentro en la orilla norte del río Gambia, en la División de la Ribera Norte. El lugar. Alberga un museo y está cerca de la isla James. Una familia que afirma ser descendiente de Kunta Kinte sigue residiendo aquí.
La piscina de cocodrilos de Kachikally está situada en el corazón de Bakau, a unos 16 km de la capital, Banjul. Es uno de los tres estanques de cocodrilos sagrados utilizados en rituales de fertilidad: Folonko, en Kombo Sur, y Berending, en la orilla norte.
Janjanbureh o Jangjangbureh es una ciudad fundada en 1732 en la isla de Janjanbureh, en el río Gambia, al este del país. Antes se llamaba Georgetown y era la segunda más grande del país. En la actualidad es la capital de la División del Río Central y es más conocida por albergar la principal prisión de Gambia. Los círculos de piedra de Wassu se encuentran a 22 km al noroeste de Lamin Koto, en la orilla norte, frente a Janjanbureh. Es uno de los destinos turísticos más populares de Gambia.

### Minería

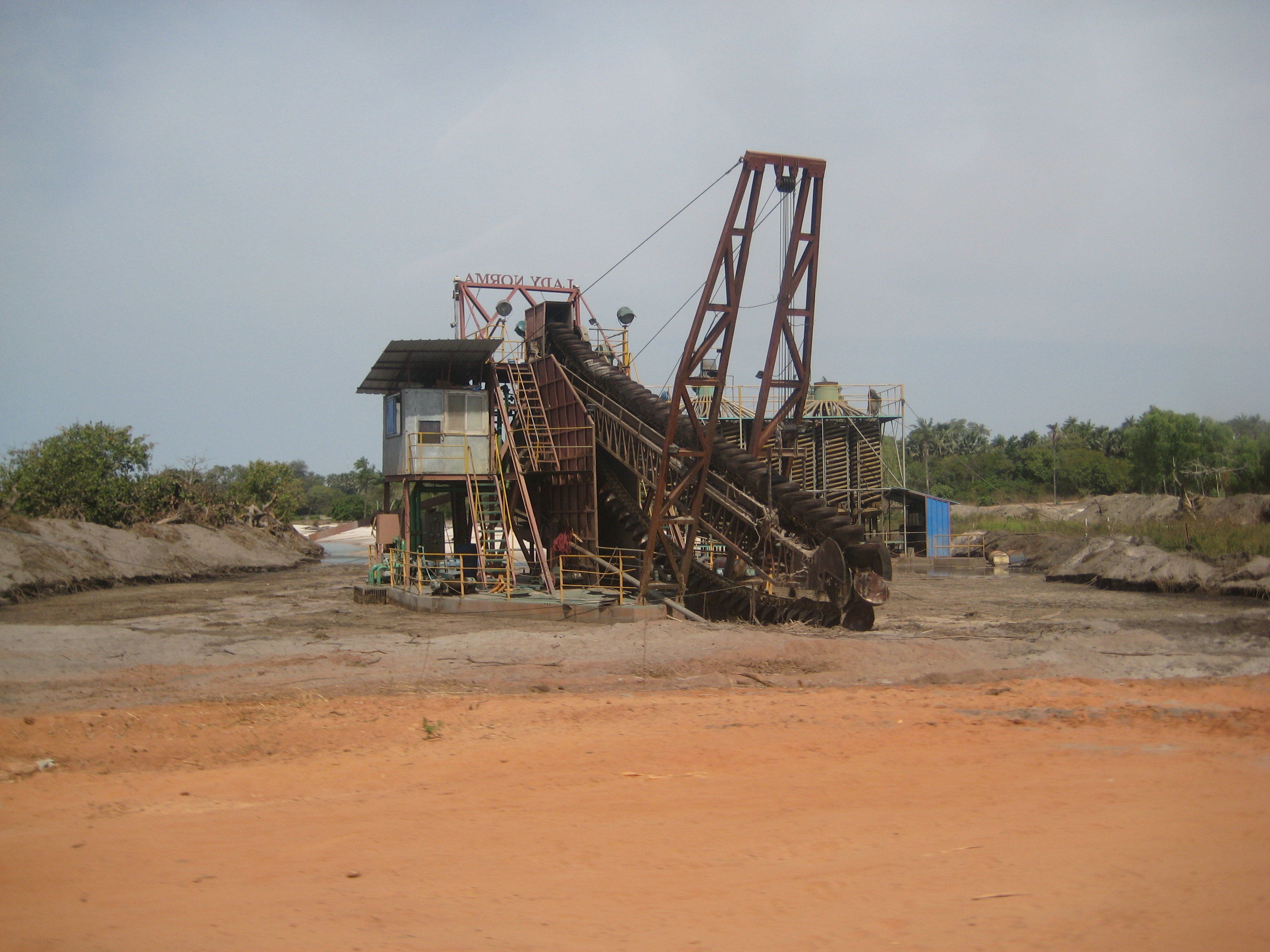
Un excavadora minera en Gambia

La minería en Gambia, que se limita a la producción de arcilla, laterita, arena y grava, arena de sílice y circón, no desempeña un papel significativo en la economía gambiana.
El Departamento de Estado para el Comercio, la Industria y el Empleo es la entidad gubernamental responsable de la administración del sector minero. Una nueva ley sobre minerales y minería, propuesta en 2001, estaba todavía en estudio para su aprobación por el Gobierno en 2005. El Gobierno ha puesto en marcha políticas para atraer la inversión extranjera directa, incluida la libre repatriación de capitales y beneficios, certificados especiales de inversión y garantías constitucionales y salvaguardias contra la nacionalización y la expropiación de las inversiones.
A partir de 2005, Carnegie Corporation Ltd.(CCL) de Australia (50%) en joint venture con Astron de China (50%) poseía una licencia de prospección exclusiva para los yacimientos de arenas minerales de Batukunku, Kartung y Sanyang en Brufut. En 2005, la joint venture completó un programa de dragado de prueba de segunda ronda en el yacimiento.
Tras la finalización de este programa de dragado y de un estudio de evaluación del impacto ambiental, la empresa presentó una solicitud para convertir su licencia de prospección en un contrato de arrendamiento minero. A finales de 2005, CCL seguía esperando la aprobación del Gobierno. En 2005, los recursos totales medidos, indicados e inferidos de los yacimientos de Batukunku, Kartung y Sanyang se estimaban en 18,8 millones de toneladas métricas (Mt), que contenían aproximadamente un Mt de minerales pesados con una ley de corte del 1%. Se estimaba que el conjunto de minerales pesados de estos yacimientos estaba formado por un 71% de ilmenita, que se emplea en la producción de dióxido de titanio (TiO2). En 2011, aproximadamente el 47 % del dióxido de titanio producido en todo el mundo se obtuvo a partir de este mineral; un 15% de circón, un 3% de rutilo y un 11% de otros minerales.

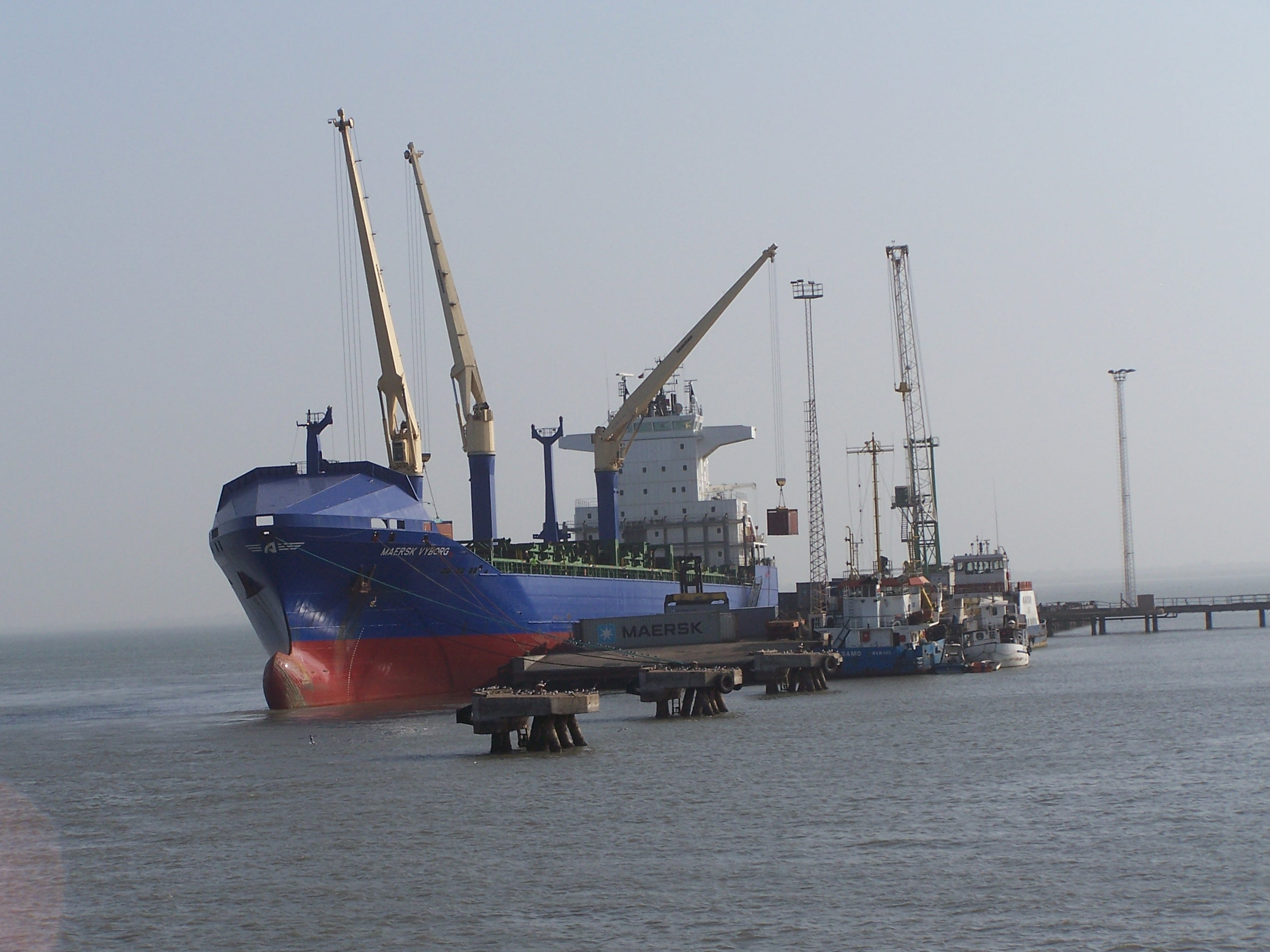
Un Buque con Mercancías en Banjul

### Industria
En Gambia no existe una industria manufacturera desarrollada. La mayor industria es la transformación local de cacahuetes. Las empresas privadas más grandes se dedican a la construcción de carreteras y viviendas. También existen la fábrica de cerveza Banjul, panaderías, un fabricante de bicicletas y una fundición. En 2007 se inauguró una planta de fabricación de productos farmacéuticos. También hay muchas pequeñas empresas que fabrican muebles, procesan metal, hacen tallas de madera o procesan pescado. Muchas empresas están subvencionadas por el Estado.
En 2017, la República Popular China invirtió 33 millones de dólares en el desarrollo de la agricultura y la pesca en Gambia y construyó tres fábricas de harina de pescado a lo largo de la costa gambiana. Desde entonces, grandes cantidades de harina de pescado de Gunjur se envían a diario, principalmente a China y Noruega, donde se utiliza en la acuicultura industrial, sobre todo para alimentar salmones destinados a los mercados europeo y estadounidense. Las consecuencias socioeconómicas y medioambientales perjudiciales de la producción de harina de pescado en la propia Gambia, donde la pesca nacional sufre la sobrepesca de las aguas costeras por parte de los buques pesqueros chinos, mientras que según algunos críticos las inversiones en infraestructuras prometidas en un principio no llegan a materializarse y las fábricas apenas crean puestos de trabajo y sí considerables problemas medioambientales, que son sistemáticamente minimizados por el gobierno del país.

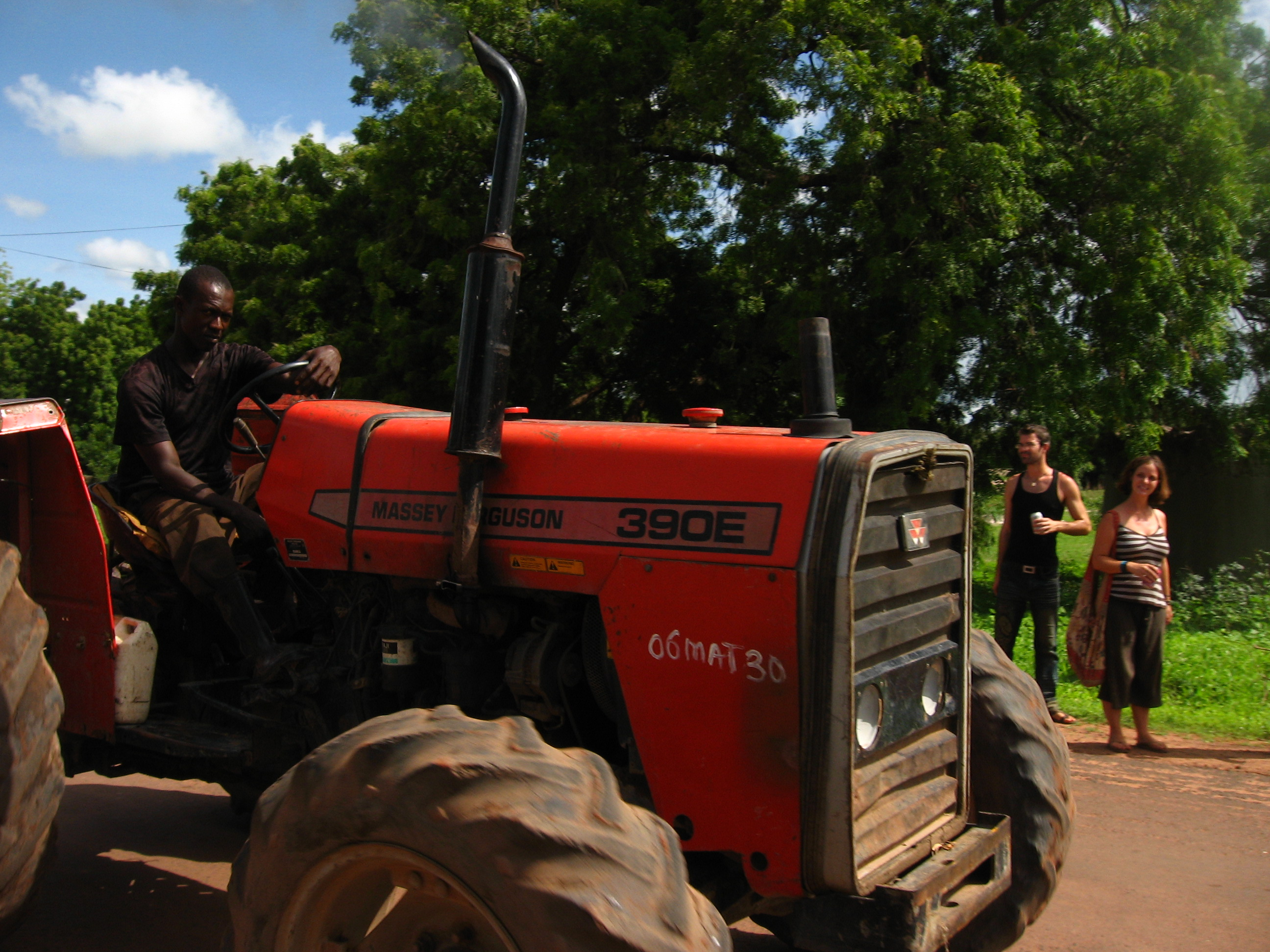
Un tractor agrícola en Gambia

### Agricultura
Entre dos tercios y tres cuartos de la población activa trabaja en la agricultura, que genera entre un cuarto y un tercio del producto interior bruto. El río Gambia y sus afluentes son el sustento de Gambia. El agua del río se puede utilizar con mayor eficacia en el riego de tierras agrícolas. Las zonas densamente pobladas del oeste de Gambia dependen totalmente del uso de aguas subterráneas para uso industrial y doméstico.
El cultivo más importante, con diferencia, es el cacahuete, que prefiere suelos arenosos ligeros. Uno de cada dos campos utilizados para la agricultura es un campo de cacahuete. Con sus subproductos, aporta el 78% de los ingresos de exportación. Sin embargo, la agricultura basada en el cacahuete, orientada a la exportación, obliga a importar una quinta parte de los alimentos necesarios.
También se cultivan mijo y sorgo, mandioca y maíz. El arroz, el alimento básico número uno, no se produce lo suficiente en el país y debe importarse además.
El algodón, que se cultiva en el este del país, y el aceite de palmiste desempeñan un papel secundario para la exportación. La palma aceitera se cultiva principalmente en la costa. También se exportan pieles de animales.
La ganadería en Gambia es en gran parte extensiva y con pocos insumos. Entre el ganado, los bovinos (unos 300.000), caprinos (200.000-230.000) y ovinos (unos 150.000) son los más numerosos.

## Demografía

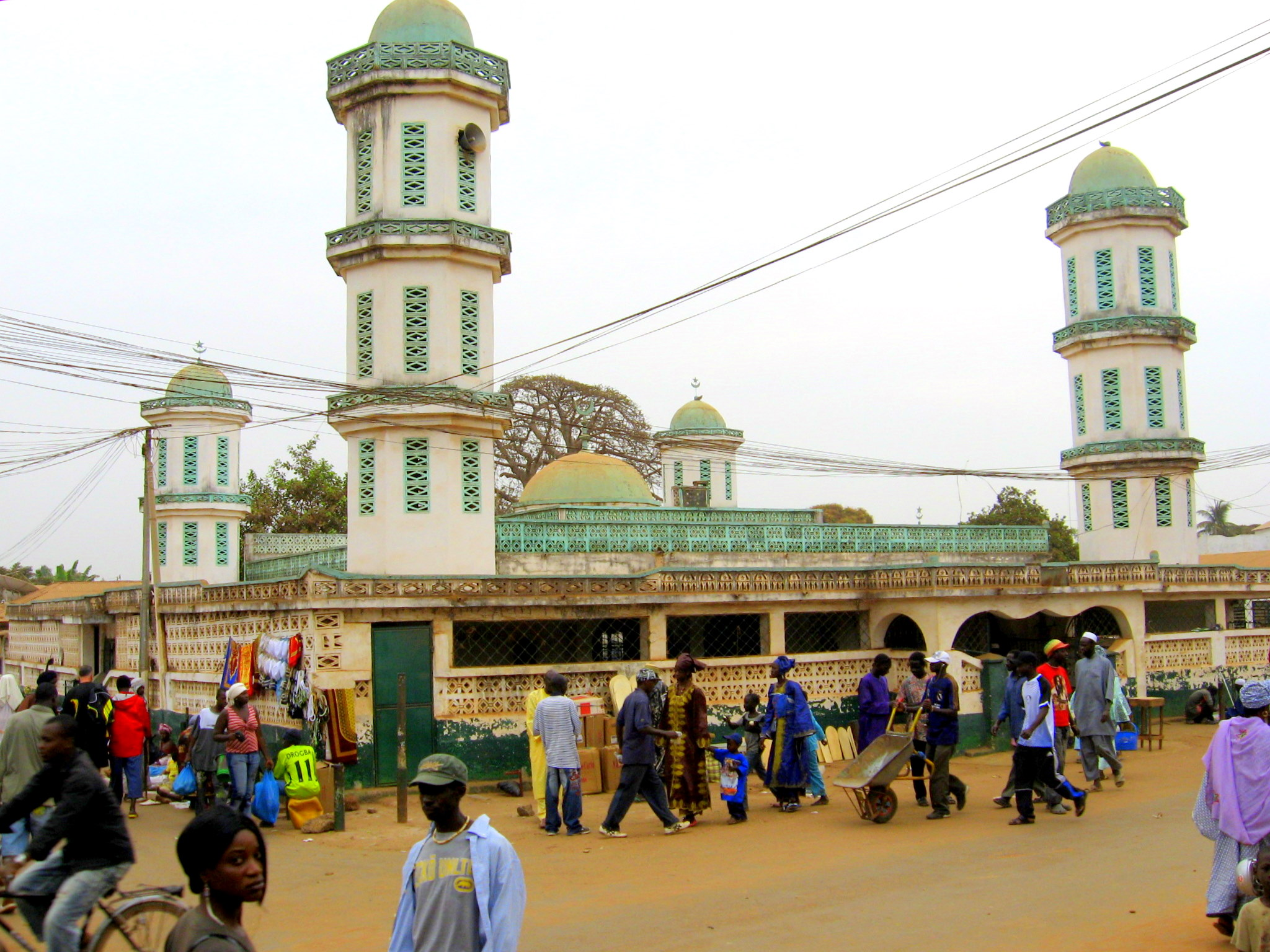
Mezquita de Bundung en Serekunda. El 90 % de los gambianos son musulmanes.

La población estimada para el año 2023 era de 2.644.000 habitantes, siendo el 50,84% de la población femenina y el 49,16% varones. La densidad de población es de 234 personas por kilómetros cuadrados. El 99 % son de etnias africanas y el restante 1 % es de otras etnias (europeos o descendientes). La esperanza de vida ha ido creciendo progresivamente en los últimos años, siendo en 2022 de 62,91 años; el promedio de hijos por mujer es de 4,59; y solo el 58,67 % de la población está alfabetizada.
En Gambia conviven una amplia variedad de grupos étnicos, y cada uno preserva su propia lengua y tradiciones, con una mínima fricción intertribal. La tribu mandinga es la más grande, seguida por las tribus fula, wólof, jola y serahuli. 
El porcentaje de población extranjera para el año 2020 era de 215.659 personas, lo que suponía el 8,92% de la población total del país, porcentaje que ha disminuido con el paso de los años. Los inmigrantes en Gambia proceden principalmente del vecino Senegal, el 61,52%, Guinea, el 20,97% y Guinea-Bisáu, el 6,40%. Aproximadamente 2500 no africanos viven en Gambia, incluyendo europeos y familias de origen libanés.
El 70% de la población del país vive en la zona oeste del mismo, en la desembocadura del Río Gambia, donde se encuentra la capital Banjul y las ciudades más pobladas como Serekunda (340 000 habitantes) y Brikama (97 000 habitantes).

### Religión
Aunque Gambia se define como un estado laico, el 90 % de la población es musulmana, concretamente suní, representando así la religión mayoritaria del país. Sin embargo, el porcentaje de los que se declaran practicantes es relativamente bajo. El cristianismo supone el 9 % de la población, mientras que el 1 % restante practica credos tradicionales. Gambia presume de mantener una buena convivencia entre las diversas religiones de su población e incluso musulmanes y cristianos participan también en cultos tribales.

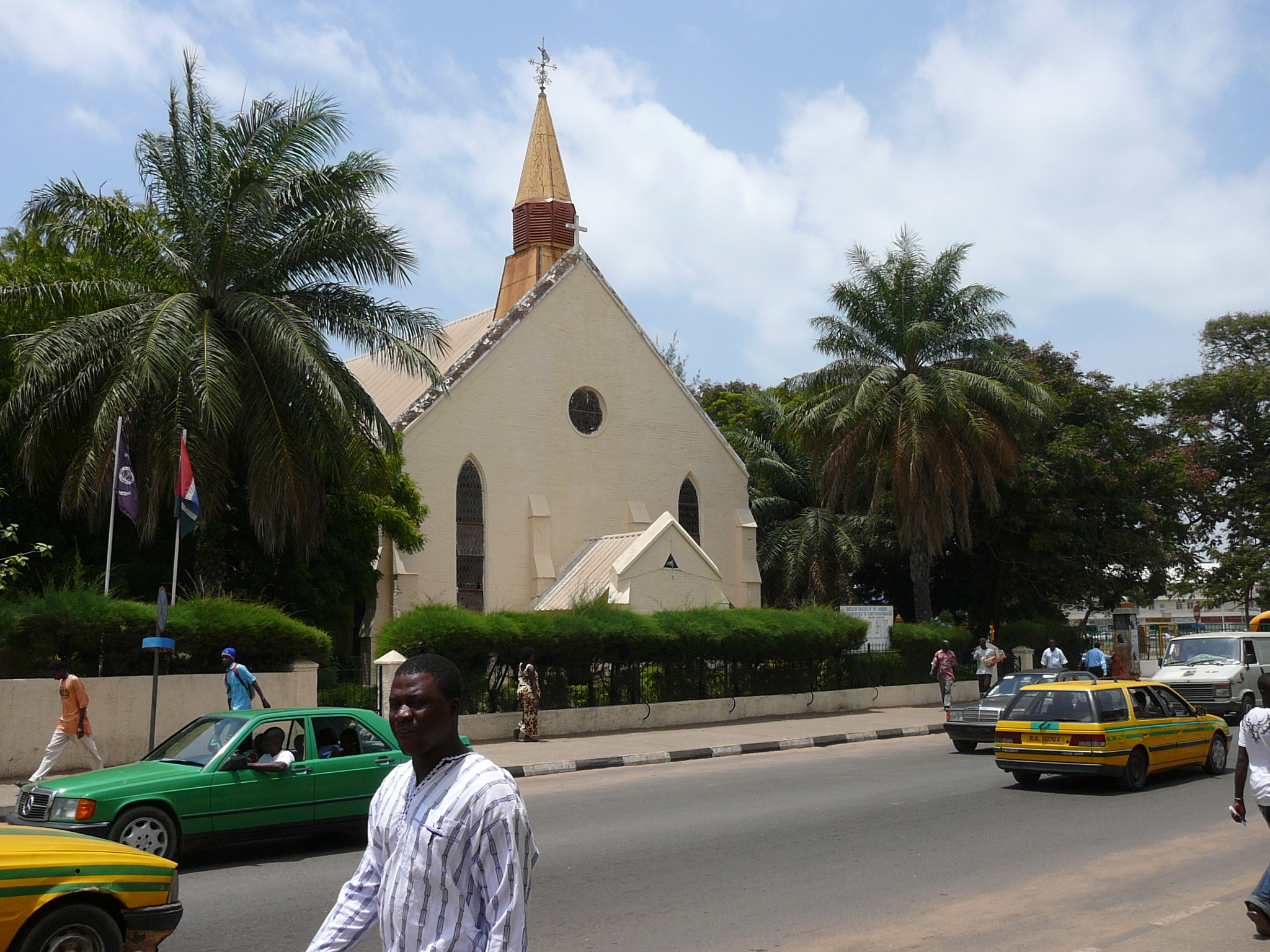
Catedral de Santa María en Banjul

### Idiomas
El inglés es el idioma oficial de Gambia. Antes, teóricamente, el expresidente Yahya Jammeh intentó reemplazarlo en 2014 como lengua oficial por el árabe, dicho reemplazo nunca fue recogido por ninguna ley nacional y no se puso en práctica, el siguiente gobierno desechó la medida. Además del inglés, se hablan varias lenguas regionales como el mandinga, el wólof, el fula, el soninké (sarahule), además del criollo krio. Debido a la localización regional, existe un buen conocimiento del francés, que es oficial en gran parte de África occidental y central, y se habla extensivamente en países de la región, sobre todo en Senegal, país dentro de cuyo territorio está enclavada Gambia.

### Educación
La constitución obliga a la educación primaria gratuita, pero una falta de recursos en infraestructura educativa, hace de esta implementación un objetivo difícil de cumplir. En 1995, el porcentaje de alumnos asistentes a la escuela primaria era de alrededor del 65 %. Los costes de matrícula hacían imposible para muchos escolares asistir a la escuela, pero, en febrero de 1998 el presidente del país abolió estas matrículas durante los seis primeros años de escolarización. Las niñas representan el 40 % de los estudiantes de primaria, aunque la tasa es bastante menor en el entorno rural y allí donde la pobreza no permite su acceso a la escuela. Aproximadamente, el 20 % de los niños van a escuelas coránicas, donde estudian un plan de estudios más restringido que en la escuela pública.
En 1988, el gobierno de Gambia puso en marcha una importante iniciativa educativa que incluía un plan de 15 años que ha hecho hincapié en el aumento de las tasas brutas de matriculación, la reducción de la edad de entrada en la escuela de 8 a 7 años, el desarrollo de planes de estudios de educación básica y la mejora de la formación del profesorado.

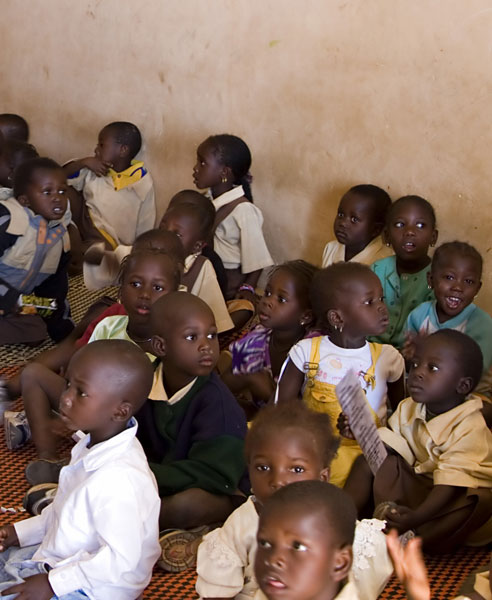
Niños gambianos en un colegio.

Muchos de estos objetivos se han cumplido: la tasa bruta de matriculación en primaria aumentó del 62,2% al 77,1% entre 1989 y 1995; la edad de ingreso se redujo a siete años; se pusieron más libros de texto a disposición de los alumnos; y 1.200 profesores no cualificados del sistema recibieron formación. El principal objetivo que se ha fijado Gambia para el resto del plan es matricular al 90% de los niños en las escuelas para el ciclo completo de educación básica en 2005. En la década de 1990, el gasto en educación aumentó del 15% al 21% del gasto público y del 2,6% al 4,3% del PNB, mientras que la parte del presupuesto educativo dedicada a la enseñanza primaria aumentó del 38% al 45%.
La edad de escolarización en Gambia es oficialmente de siete años. El sistema educativo, basado en gran medida en el sistema británico, consta de lo siguiente:
- Seis años de educación primaria: grados 1-6
- Tres años de educación secundaria básica: grados 7-9
- Tres años de educación secundaria superior: grados 10-12
- Cuatro años de enseñanza universitaria

Al final de los cursos 6.º y 9.º hay exámenes de selección para pasar al siguiente nivel.
Al final del 9.º curso, los alumnos tienen la posibilidad de acceder a los centros de competencias, que imparten formación preprofesional. Al final del duodécimo curso, en función de sus resultados en el Examen de Certificado Escolar Superior de África Occidental (WASSCE), los alumnos tienen la opción de ingresar en el Instituto de Formación Técnica, que imparte formación profesional y técnica; ingresar en el Gambia College, que imparte formación previa al empleo para profesores, enfermeros, funcionarios de salud pública y supervisores agrícolas; o pueden ir a la universidad o incorporarse a la población activa.
En 2002/2003, la matrícula total en las escuelas primarias incluía al 79% de los niños del grupo de edad correspondiente (niños 79%; niñas 78%), según estimaciones de la Unesco, mientras que la matrícula en secundaria sólo incluía al 33% del grupo de edad correspondiente (niños 39%; niñas 27%).
La tasa de alfabetización en Gambia es del 63,9% para los hombres y del 47,6% para las mujeres.
La Universidad de Gambia es una institución bastante nueva, creada por una ley de la Asamblea Nacional de Gambia en marzo de 1999. Está formada por cuatro facultades y el Gambia College, que incluye cuatro escuelas: Agricultura, Ciencias, Educación, Enfermería y Partería y Salud Pública.

### Sanidad
El gasto público en salud fue del 1,8 % del PIB en 2004, mientras que el gasto privado fue del 5 %. La mortalidad infantil fue de 97 por 1000 nacidos vivo en 2005. Había 11 médicos por 100.000 habitantes al principio de 2000. La expectativa de vida media al nacer fue de 59,9 para mujeres en 2005 y del 57,7 para hombres.

## Infraestructura

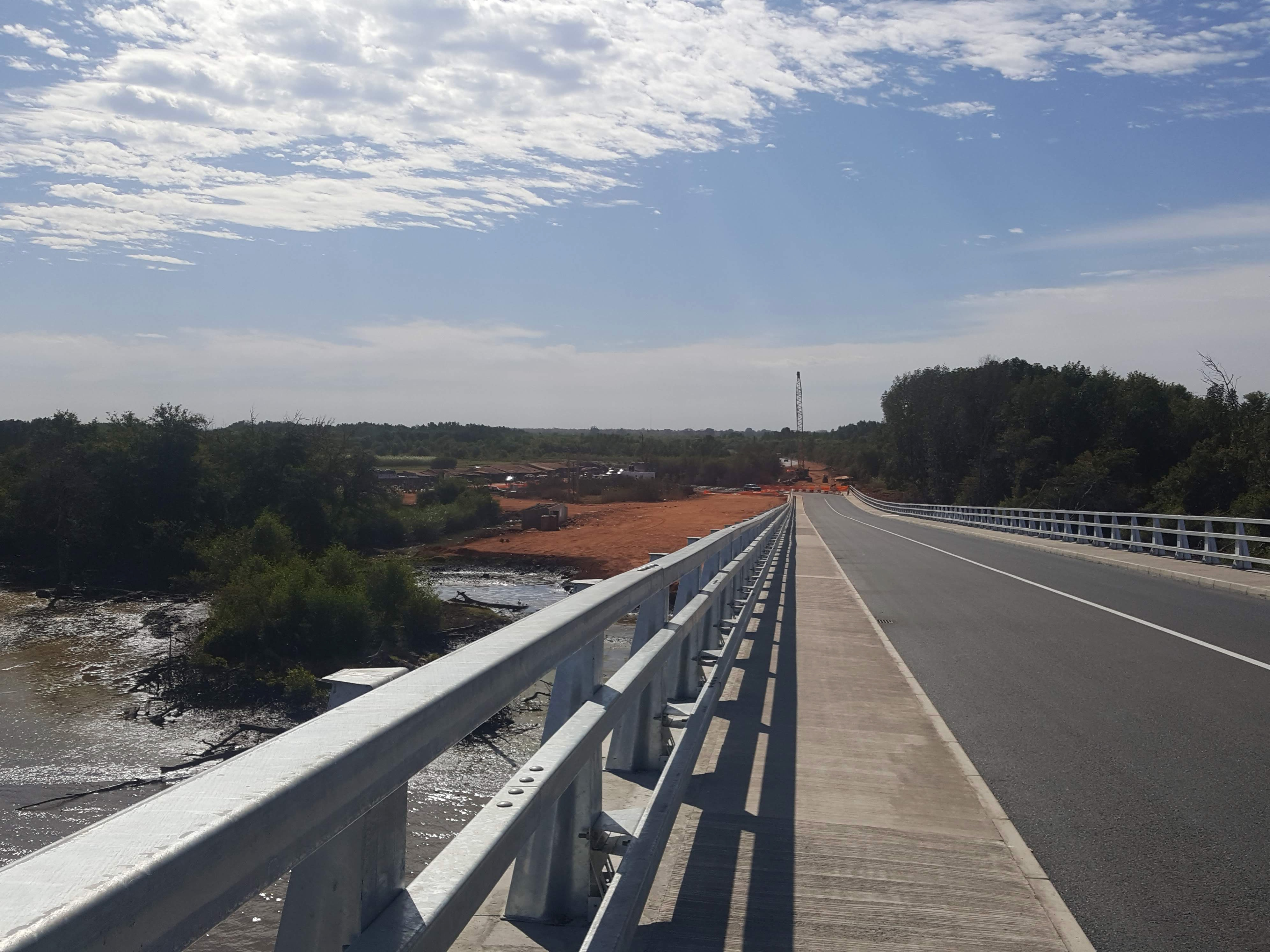
Puente Senegambia

Desde la llegada de los portugueses en el siglo XV, el río fue una de las principales rutas comerciales y de transporte hacia el interior de África. Por él se transportaba de todo: marfil, hierro, oro, esclavos y cacahuetes. Desde la década de 1980, el transporte fluvial está dominado por el tráfico de pasajeros.
Aunque el Gambia es en gran parte navegable, ya casi no se utiliza para el transporte hacia el interior del país. El transporte público de pasajeros en dirección oeste-este también se ha desplazado a las carreteras.
La capacidad de la central eléctrica para generar electricidad era de poco más de 60 megavatios en 2009, generada exclusivamente por generadores diésel. El 80% de todo el gasto público se destina a la compra de petróleo, lo que hace a Gambia vulnerable a la subida de los precios de la energía. El suministro de energía es irregular: sólo uno de cada dos residentes en asentamientos urbanos y uno de cada cuatro en asentamientos rurales está conectado a la red. Las pérdidas en la red son graves: alrededor del 40% de la energía inyectada se pierde. Las razones son la debilidad de las líneas y los robos.
En Gambia se ha invertido poco en energías renovables. La primera turbina eólica de 150 kilovatios se construyó en Batokunku, en la costa atlántica.

### Carreteras
Un año después de la independencia de Gambia con respecto a Gran Bretaña, en 1965, Gambia abolió la circulación por la izquierda en las carreteras. Desde entonces, la conducción por la derecha en las carreteras es la misma que en otros países de África Occidental. Ya no está permitido circular por la izquierda.

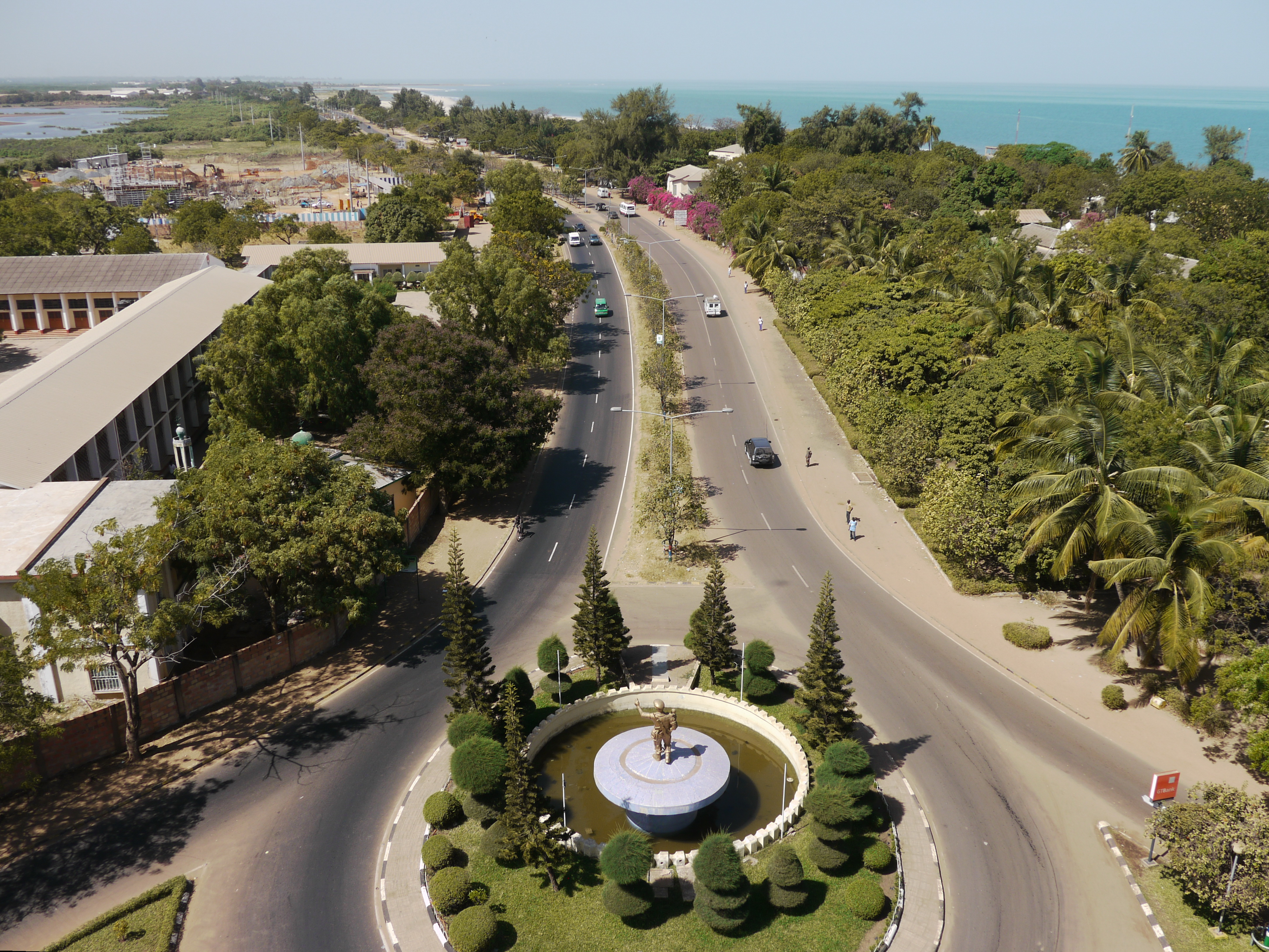
La Autopista Banjul-Serekunda

En 2003, la red de carreteras tenía una longitud aproximada de 3.742 kilómetros. De ellos, 723 kilómetros están asfaltados. Al norte del río Gambia se encuentra la importante carretera de la orilla norte, que atraviesa el país. Sin embargo, más importante para el tráfico de larga distancia es la carretera de la orilla sur, que atraviesa todo el país desde Banjul, pasando por Brikama, hasta Basse Santa Su. Desde hace algunos años, también se han ido instalando cada vez más semáforos, pero la mayoría de las veces todavía con la ayuda de un policía de tráfico, ya que los semáforos aún no han sido aceptados por todos los conductores como una señal de tráfico seria. En 2009 ya había seis semáforos.
El transporte público local corre a cargo de taxis compartidos. Los minibuses circulan por las carreteras principales y pueden detenerse simplemente con señales manuales. Son numerosos los taxis convencionales de color amarillo con una franja verde. En los centros turísticos, sin embargo, también hay taxis pintados de verde. Tienen licencias estatales especiales que también los identifican como guías turísticos.

## Cultura

### Literatura
La literatura gambiana consiste en la tradición literaria oral y escrita del pueblo de Gambia. La literatura oral, incluidos los griots tradicionales y diversas formas de poesía ritual, ha sido históricamente el tipo predominante de transmisión cultural, en consonancia con la senegambia más amplia. Desde la década de 1960 ha surgido una literatura escrita gambiana en inglés, encabezada por Lenrie Peters.
En Gambia, como en gran parte de África Occidental, la tradición literaria oral ha sido históricamente el tipo predominante de transmisión cultural. Es el dominio de los griots, los narradores tradicionales senegambianos que a menudo acompañan sus historias con música tradicional, interpretada con instrumentos como la kora. Estos relatos sirven para preservar las historias familiares y los valores morales, e históricamente los griots incluso han acompañado a los reyes a las guerras para darles ánimos morales. Con la modernización, los griots tradicionales han sido sustituidos por intérpretes musicales y animadores como Jaliba Kuyateh.
La literatura oral gambiana también abarca diversas formas musicales y poéticas de expresiones asociadas a rituales o acontecimientos culturales, como el tassou, recitado antes de los espectáculos de danza, el baku, expresiones poéticas utilizadas por los luchadores para intimidar a sus oponentes, así como la poesía recitada en las ceremonias de circuncisión.
La producción de literatura en lengua inglesa en Gambia ha sido más limitada que en otros países anglófonos de África. Los autores que escriben sobre literatura africana han tendido a pasar por alto la literatura de Gambia, o han afirmado rotundamente que no existe literatura gambiana. John Povey, en el volumen de 1986 African literatures in the 20th century (Literaturas africanas en el siglo XX), afirmaba que Gambia tiene "una base mínima para cualquier literatura nacional identificable o sostenida", dado que el propio país existe como resultado de la "indiferencia colonial hacia las fronteras naturales".
Tijan Sallah, un destacado autor gambiano, sostiene que la cuestión de una literatura gambiana distinta está intrínsecamente ligada a la identidad nacional y a "esa narrativa que surgió con la construcción colonial de la nación gambiana". También sostiene que los textos que deben considerarse parte de una literatura gambiana "nacional" no pueden limitarse a uno de los grupos étnicos del país y, por tanto, deben estar escritos necesariamente en inglés, la lengua franca del país, aunque reconoce que tal definición es controvertida. Señala que la falta de un número suficiente de lectores con suficiente poder adquisitivo, así como de editoriales y críticos literarios en Gambia, han impedido el desarrollo de la literatura gambiana.
La obra Raíces del autor afrodescendiente Alex Haley, pone a su antepasado Kunta Kinte en Gambia, haciendo mundialmente conocido este país. Esto ha llevado al aumento del turismo por parte de personas (en especial afroamericanos) que desean conocer el proceso del comercio de esclavos.

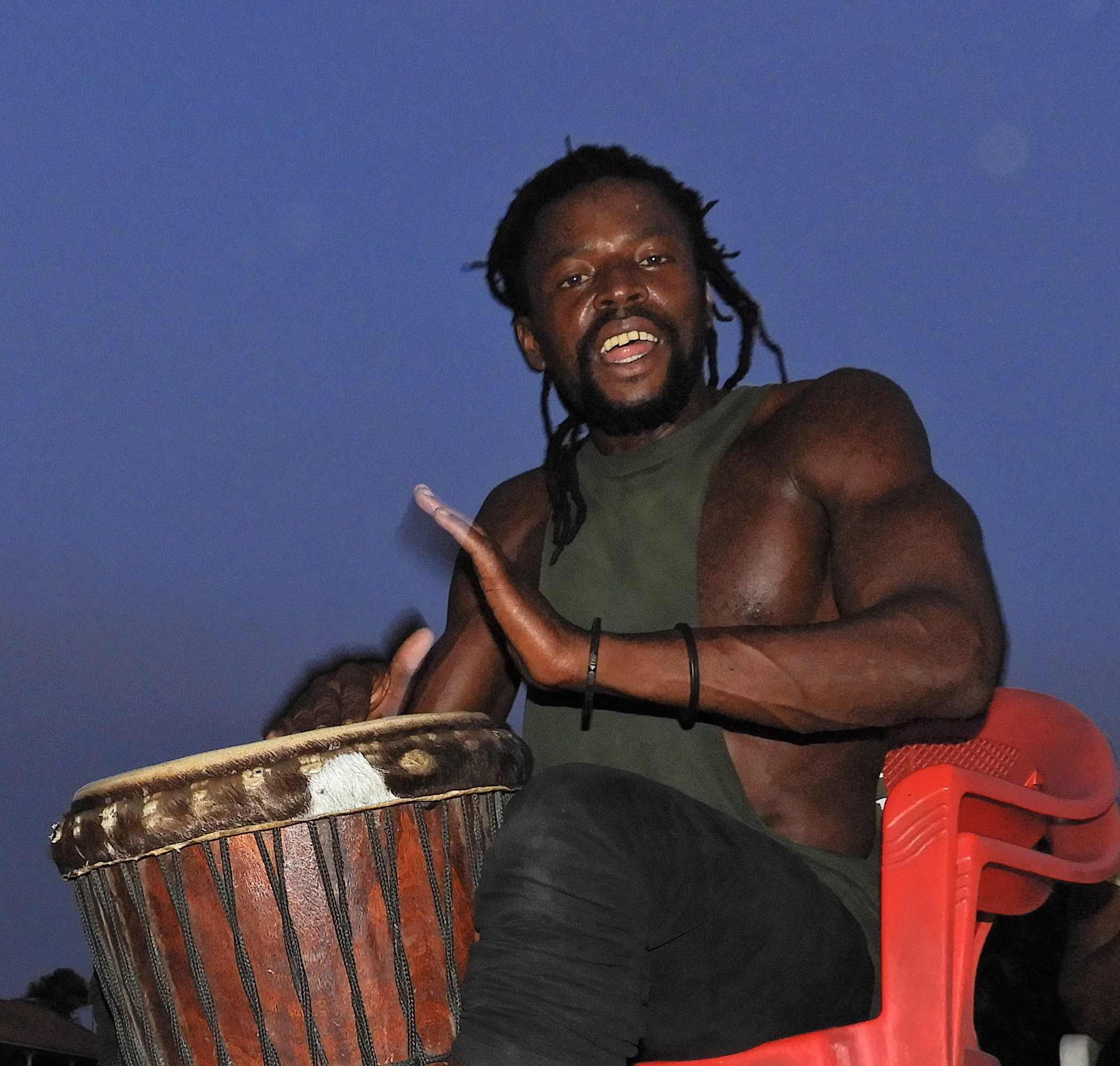
Tamborilero en Banjul, Gambia

### Música
Los gambianos son conocidos por su excelente música y danzas. Aunque Gambia es el país más pequeño de África continental, su cultura es producto de muy diversas influencias.
Los más conocidos son Manding Morry Mighty Joe Singhateh y los más populares como Jaliba Kouyateh y Sona Jobarteh.
Gambia, el país más pequeño de África continental, es un Estado costero independiente a orillas del río Gambia. Adquirió su identidad propia como colonia del Reino Unido, mientras que Senegal lo fue de Francia, pero la música tradicional de ambos países está muy entrelazada. Entre los gambianos, que suman unos 1.728.000 habitantes (2010), el 42% son mandinka, el 18% fula, el 16% wolof\serer, el 10% jola y el 9% soninke, siendo el resto un 4% de otros africanos y un 1% de no africanos (2003). El 63% de los gambianos vive en aldeas rurales (censo de 1993), aunque la población es joven y tiende a la urbanización. El 90% son musulmanes y la mayoría del resto cristianos.

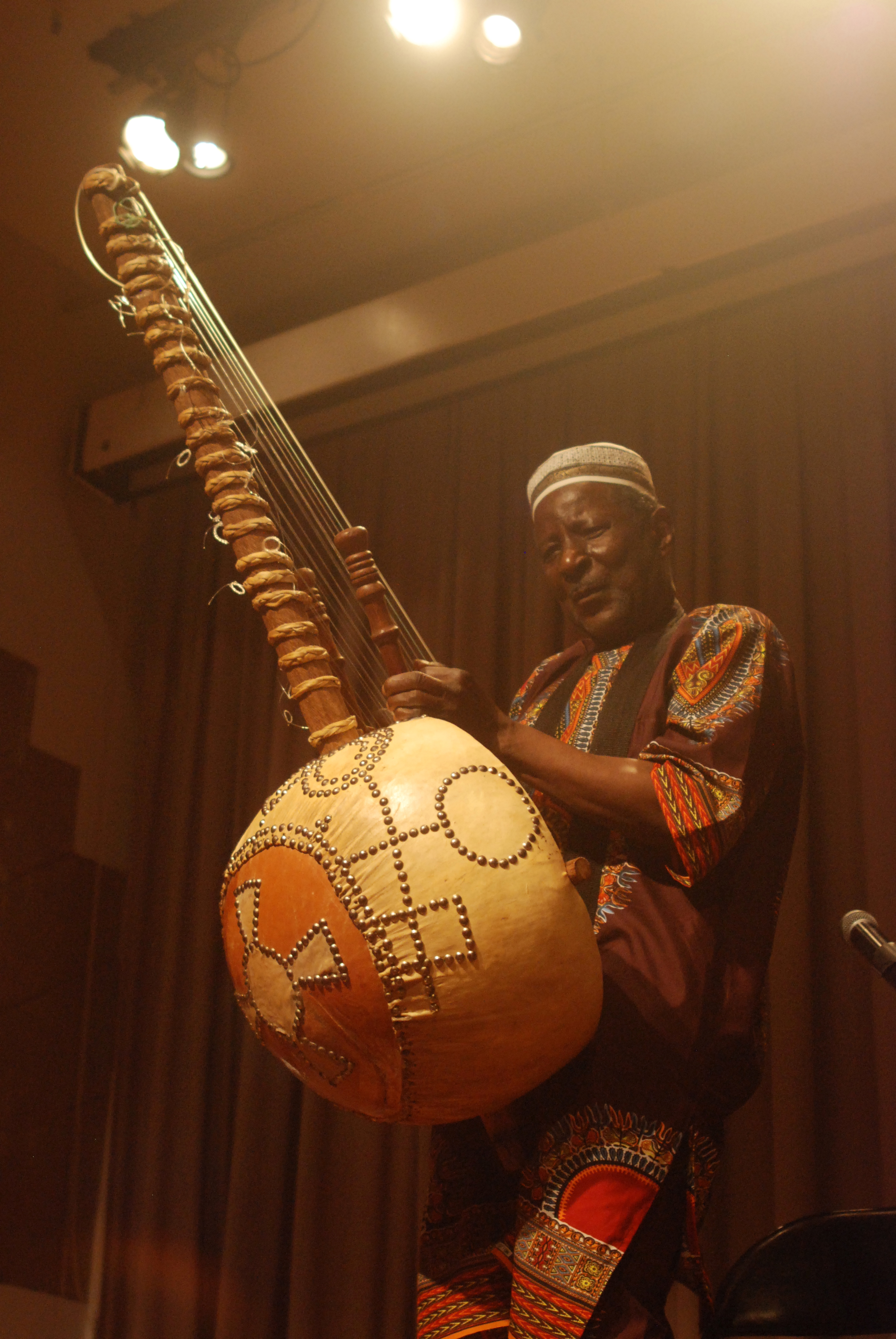
Un cantante gambiano usando un Kora, un instrumento musical de África Occidental

Los griots, también conocidos como jelis, cantores de alabanzas hereditarios, herencia del Imperio Mande, son comunes en toda la región. Los griots gambianos, como en todas partes, suelen tocar la kora, un arpa de 21 cuerdas. La región de Brikama ha dado algunos músicos famosos, como Foday Musa Suso, fundador de la Mandingo Griot Society en Nueva York en los años 70, que llevó la música mande a la escena vanguardista neoyorquina y colaboró con Bill Laswell, Philip Glass y el Cuarteto Kronos.
El mbalax (que significa "ritmo" en wolof) deriva de los ritmos de acompañamiento utilizados en el sabar, una tradición que se originó en los serer del reino de Sine y se extendió al reino de Saloum, de donde los emigrantes wolof la llevaron a los reinos wolof. La sección de percusión nder (tambor principal), sabar (tambor rítmico) y tama (tambor parlante) remonta parte de su técnica a la música ritual del njuup.
El Njuup fue también el progenitor del Tassu, utilizado para cantar antiguos versos religiosos. Los griots de Senegambia siguen utilizándolo en los matrimonios, las ceremonias de nombramiento o cuando cantan las alabanzas de sus patrones. 
La mayoría de los artistas senegaleses y gambianos lo utilizan en sus canciones. El pueblo serer es conocido sobre todo por sus prácticas vocales y rítmicas, que impregnan su lenguaje cotidiano de complejas cadencias superpuestas y su ritual de intensas capas colaborativas de voz y ritmo". Cada motivo tiene una finalidad y se utiliza en ocasiones diferentes. Los motivos individuales representan la historia y la genealogía de una familia concreta y se utilizan en bodas, ceremonias de bautizo, funerales, etc.

### Gastronomía

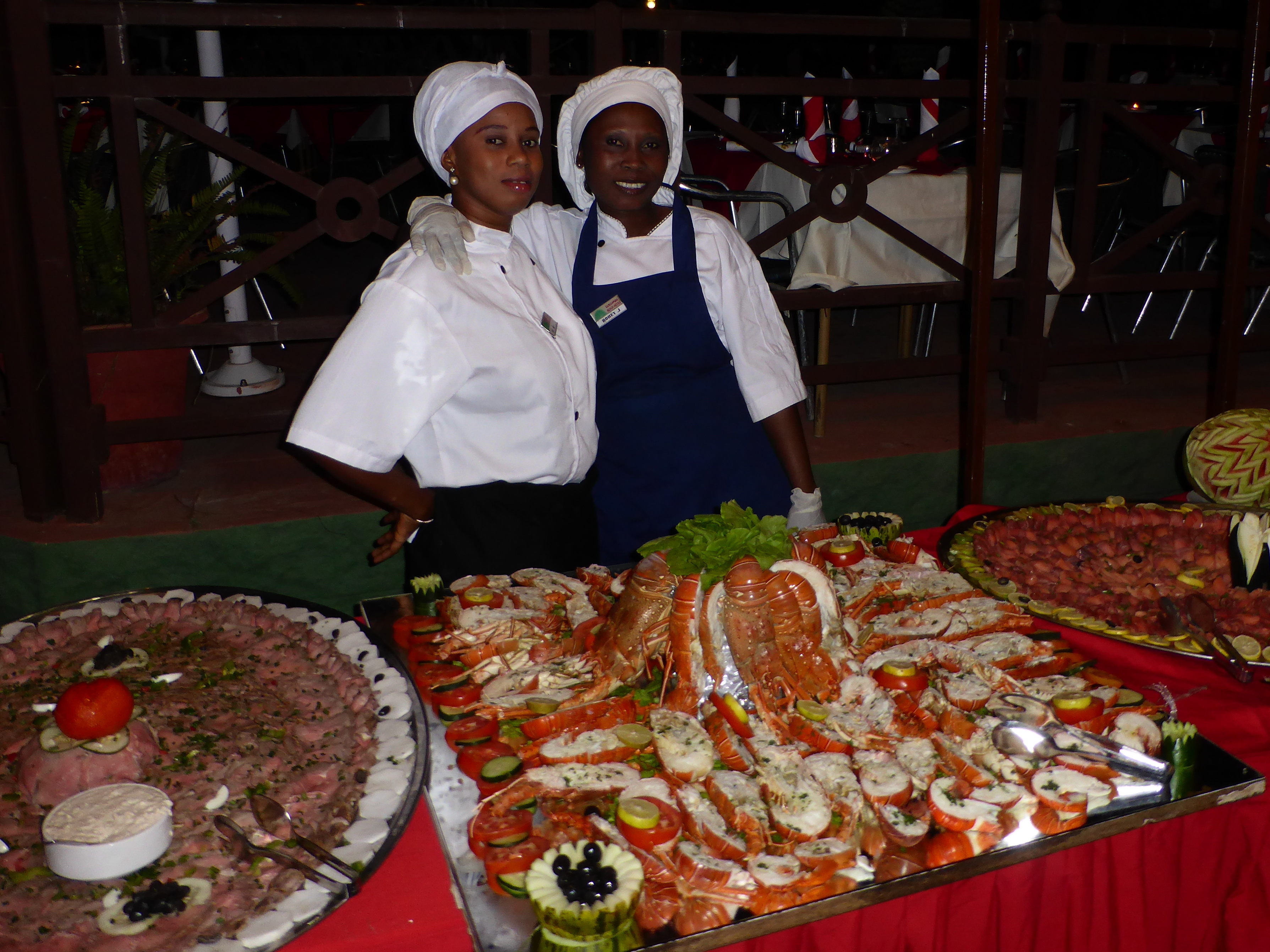
La Cocina de Gambia tiene elementos comunes con varios países de África Occidental

La cocina gambiana forma parte de la cocina de África Occidental e incluye las prácticas y tradiciones culinarias de esta nación africana. Entre los ingredientes más comunes están el pescado, el arroz, los cacahuetes, el tomate, los frijoles de ojo negro, el limón, la yuca, la col, la sal, la pimienta, la cebolla, el chile y diversas hierbas. Las ostras también son un alimento popular del río Gambia, y las recolectan las mujeres.
- El benachin es un plato gambiano cocinado tradicionalmente en una olla (práctica que le da nombre). Se le añaden varios ingredientes, como pescado o carne, condimentados con hierbas, zumo de limón, albahaca, berenjena, perejil, cebolla, guindilla, tomate, calabaza, zanahoria, col, aceite vegetal y agua, y a veces se le añade pasta de tomate para darle color.[99]
- El caldo es un plato de pescado entero al vapor con sabor a limón, una variante de la yassa. Se suele utilizar jorto o sompat.[99]
- Domoda, plato mandinga elaborado con pasta de cacahuete concentrada, carne o pescado sazonado con sal, cebolla mediana, tomates frescos, patatas, zanahorias, col mediana, agua, pasta de tomate, zumo de limón, caldo de sopa y arroz blanco. Domo significa comer y Da es la palabra que designa una olla para guisar.[99]
- Mbahal o Nyankatang plato de pescado ahumado y salado preparado con cacahuetes, algarrobas o judías negras, cebolleta, guindillas frescas, arroz blanco y tomate amargo o jattoo.[99]
- Nyambeh nyebbeh, plato de yuca y judías elaborado con aceites, cebolla, chile, caldo, sal, pimienta, agua y pargo frito.[99]

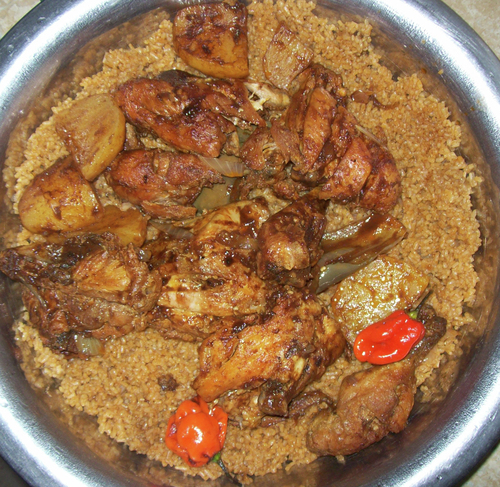
Chereh una especie de cuscús de mijo que se consume en Gambia

- Chereh una especie de cuscús de mijo que se consume en GambiaPeppersoup, un guiso de pescado picante.
- La yassa es un plato de pollo entero o pescado al limón hecho con sal, pimienta, cebolla, clavo, ajo, mostaza, salsa de chile, zumo de lima, arroz y agua (si se hace con pollo).[99]
- Albóndigas de pescado hechas con bonga molida, cebolla, tomate, pan rallado, perejil, pimienta negra, aceite, caldo de sopa, pasta de tomate, chiles y arroz blanco.[99]
- Maafe, plato mandinga a base de pasta de cacahuete y diversas verduras.
- Guiso de ostras.[99]
- Thiakry, plato dulce a base de cuscús (trigo o mijo), leche (o leche condensada o yogur) y especias; el chakery es un pudin de cuscús.

### Festividades
Los doce días festivos en Gambia se basan en las dos fiestas nacionales y las fiestas religiosas de las dos principales religiones representadas en el país. En Gambia, estado de África Occidental, viven un 90% de musulmanes y un 8% de cristianos. A pesar de la mayoría musulmana, las fiestas cristianas tienen su lugar debido a la historia colonial británica. Gambia se independizó del Reino Unido en 1965.
El domingo es día de descanso semanal desde la época colonial. Si un día festivo cae en domingo, se aplaza al lunes siguiente, que queda libre de trabajo. El viernes es el día de oración de los musulmanes; los creyentes estrictos mantienen cerrados sus comercios después de la oración del mediodía (oración del viernes). Además de las fiestas laicas y religiosas, hay también innumerables festividades de ámbito regional.
El Día de María Santísima fue declarado festivo en 1958, pero se revocó en 1976. Bajo el gobierno de Jammeh (a partir de 1994), se restableció su celebración.
Los días festivos se regularon legalmente en Gambia en 1990 con la Ley del Trabajo de 1990. Bajo el gobierno de Jammeh, la nueva Constitución, en su artículo 76, sección 1, que entró en vigor a partir de 1997, otorgó al presidente el poder de designar días festivos.
Así, tras quedarse hasta tarde en un concierto de la megaestrella senegalesa Youssou N'Dour, declaró festivo el día siguiente por decreto. Así lo decidió el 19 de diciembre de 2006, tras la ceremonia de investidura tras ganar las elecciones presidenciales. La noticia de su decisión no llegó a tiempo a muchos gambianos.
En 2008, la selección nacional de fútbol de Gambia empató contra la de Senegal en la fase de clasificación para el Mundial de 2010, lo que le valió casi la clasificación para el Mundial. Como muestra de alegría, Jammeh declaró festivo el 13 de octubre de 2008.
Jammeh declaró el 3 de abril de 2009 día festivo por una sola vez, debido al Campeonato Africano de Fútbol ganado por la selección sub-17 de Gambia.
También en abril, la Asamblea Nacional decidió que el Día de África pasaría a ser festivo el 25 de mayo. En este aniversario (que coincide con el cumpleaños del expresidente Yahya Jammeh), se fundó la Organización para la Unidad Africana (organización predecesora de la Unión Africana).
Con la victoria electoral de Adama Barrow el 1 de diciembre de 2016 sobre el expresidente Yahya Jammeh, dejaron de celebrarse las fiestas que siguen:
- Día de la República

El Día de la República conmemora el 22 de julio de 1994, día en que el presidente Yahya Jammeh dio un golpe de Estado contra Dawda Jawara y proclamó la Segunda República. Esta fiesta dejó de celebrarse en la Tercera República (a partir de 2017)
- Cumpleaños del expresidente Yahya Jammeh

A partir de 2009, el Día de África pasó a ser festivo el 25 de mayo, aniversario de la fundación de la Organización para la Unidad Africana. Casualmente, este día también era el cumpleaños del expresidente Yahya Jammeh.

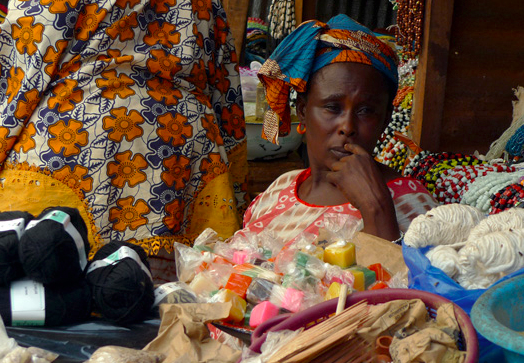
Albert Market de Banjul

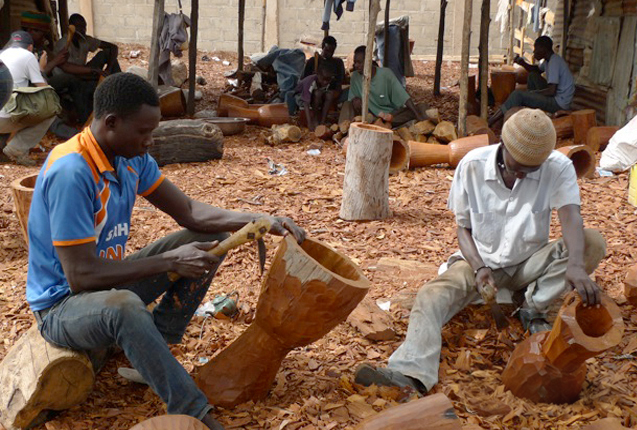
Artesanos en Mercado de Brikama

| Fecha         | Nombre en español       |
| ------------- | ----------------------- |
| 18 de febrero | Día de la Independencia |
|               | Viernes Santo           |

## Sitios de interés
Mercadillos de artesanías y alimentación
- Albert Market en Banjul
- Brikama craft Market
- Fajara craft market
- Serekunda o Serrekunda
- Mercado de frutas y pescados de Tanji

Parques naturales y atractivos turísticos
- Bijilo National Park
- Street art en 14 pueblos pertenecientes al proyecto "Wide Open Walls"
- La descarga del pescado en Tanji

Museos y centros de interpretación
- Tanji Village Museum

## Deporte

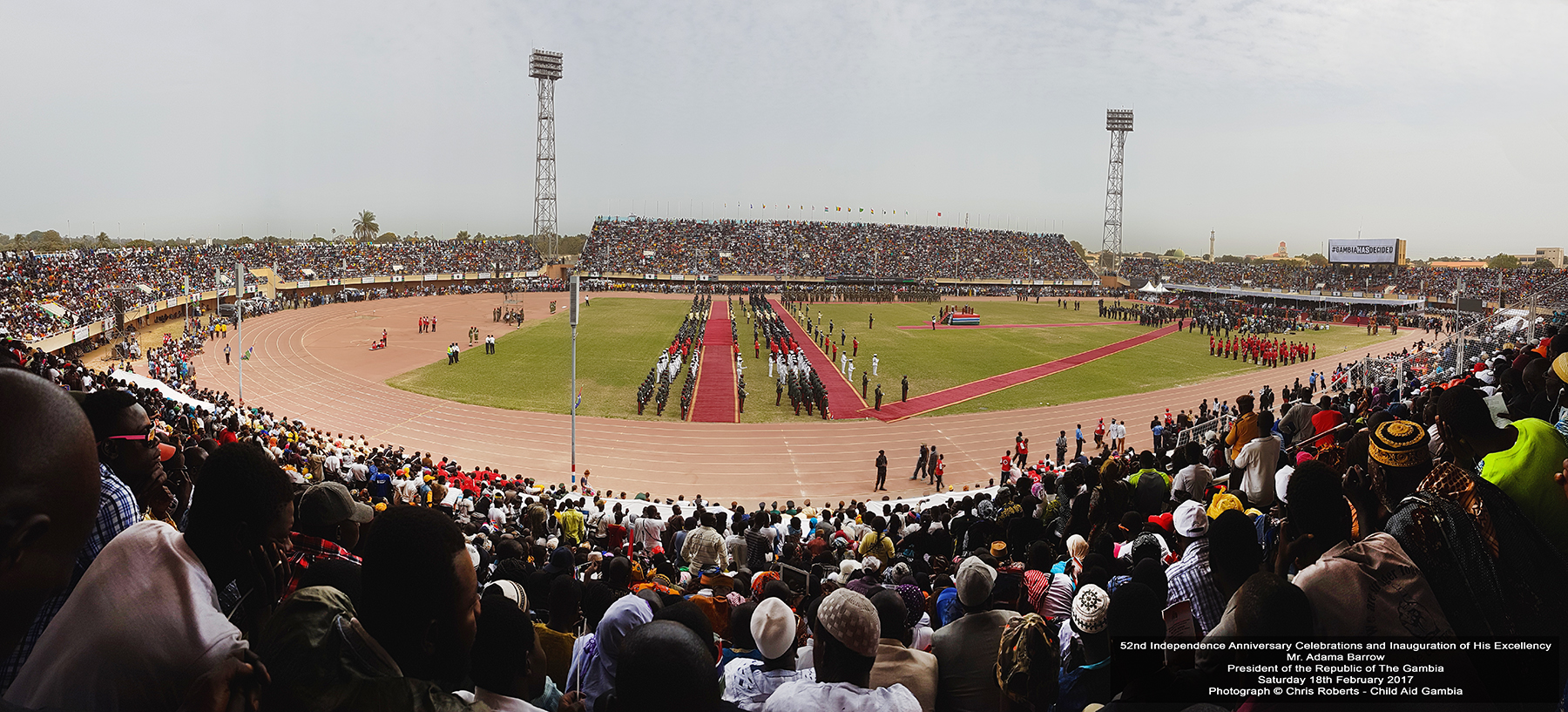
El estadio de la Independencia en Banjul es el más grande del país y tuvo un récord de asistencia de 45000 espectadores en 2018

Dos atletas de Gambia participaron en los Juegos Olímpicos de 2004: uno fue Jaysuma Saidy Ndure, que compitió en las pruebas masculinas de atletismo de 100 y 200 metros, y el otro fue Adama Njie, que compitió en la prueba femenina de 800 metros. Tres competidores representaron a Gambia en los Juegos Olímpicos de Pekín 2008: el boxeador Badou Jack, la atleta Fatou Tiyana y la atleta Suwaibou Sanneh. Gambia aún no ha ganado ninguna medalla en su historia olímpica.
Special Olympics Gambia se fundó en 1990 y ha participado varias veces en los Juegos Mundiales de Olimpiadas especiales. La federación ha anunciado su participación en los Juegos Mundiales de verano de Olimpiadas Especiales 2023 en Berlín. La delegación será acogida por Wurzen como parte del Programa de Ciudades Anfitrionas previo a los Juegos.

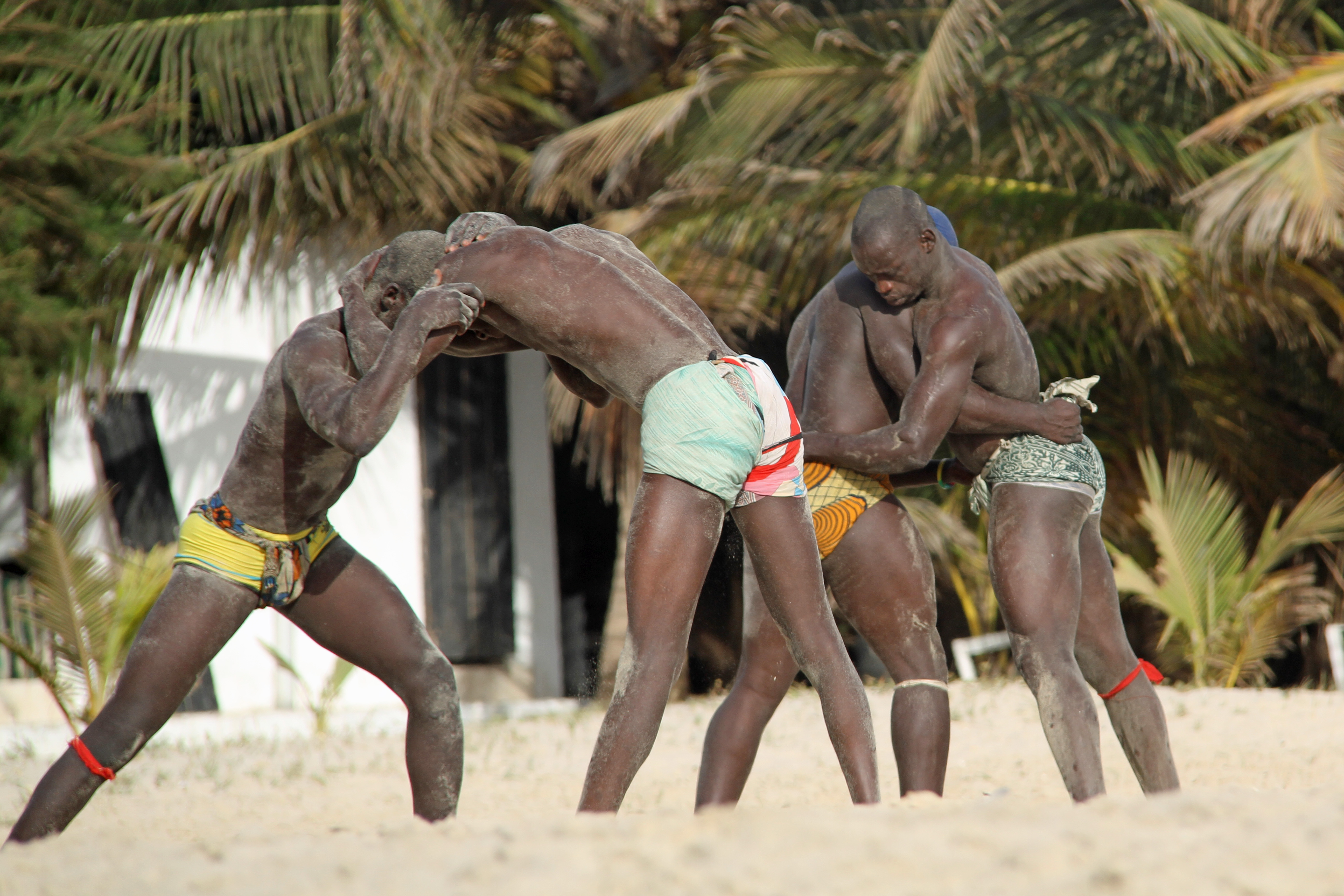
Luchadores de Gambia en la playa

En el campo de golf de Fajara se celebran torneos internacionales de golf.
La nación está muy volcada en el fútbol, con un gran estadio cerca de Banjul con capacidad para 40.000 espectadores. El Estadio de la Independencia, de 29 millones de euros, fue construido por los chinos en el marco de un proyecto de ayuda al desarrollo. Este estadio también se utiliza para actos culturales.
La selección nacional de fútbol de Gambia, llamada Los Escorpiones, ocupa actualmente el puesto 119 en la clasificación mundial de la FIFA (1159,82 puntos).(a 20 de julio de 2023) En la fase de clasificación para el Mundial de 2006, el equipo perdió contra la selección de Liberia en la primera ronda de clasificación y, por tanto, no pudo seguir clasificándose. La selección sub-20, en cambio, se clasificó para la Copa Mundial Juvenil. Allí, el 9 de julio de 2007, el inexperto equipo se aseguró el pase a octavos de final del Mundial sub-20 de Canadá con una victoria por 2-1 sobre la selección portuguesa, donde cayó derrotada por 2-1 ante Austria.